# 散弾銃
散弾銃（さんだんじゅう）、またはショットガン（英: Shotgunは、多数の小さい弾丸を散開発射する大口径の銃。
クレー射撃や狩猟、有害鳥獣捕獲、さらに軍隊や法執行機関で使用される。

## 概要

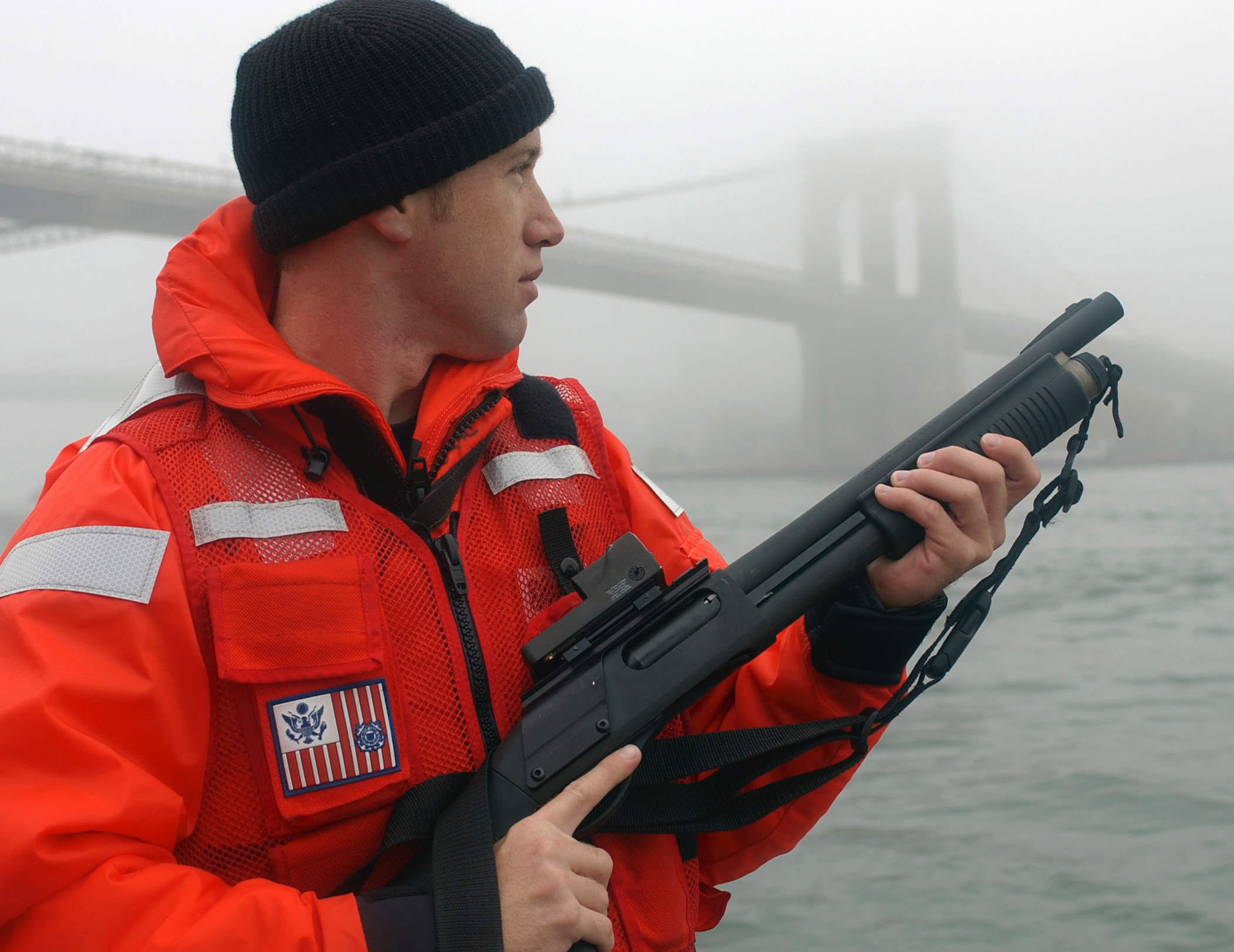
レミントンM870Pを装備したアメリカ沿岸警備隊の隊員

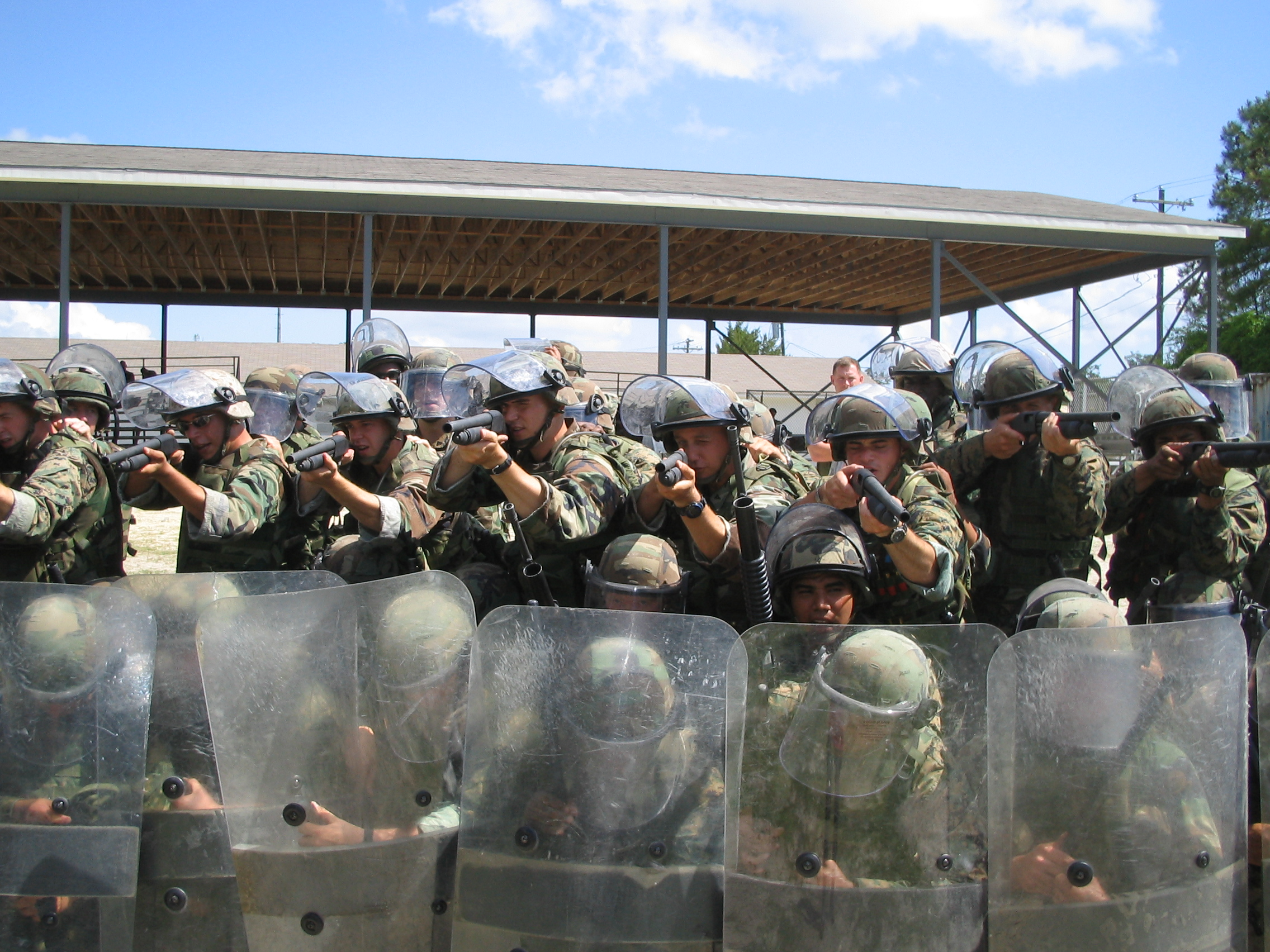
暴徒鎮圧訓練。横隊を組んで散弾銃を構えるアメリカ海兵隊員
散弾銃はゴム弾や催涙弾などを装填すれば非致死性兵器として運用することが可能である

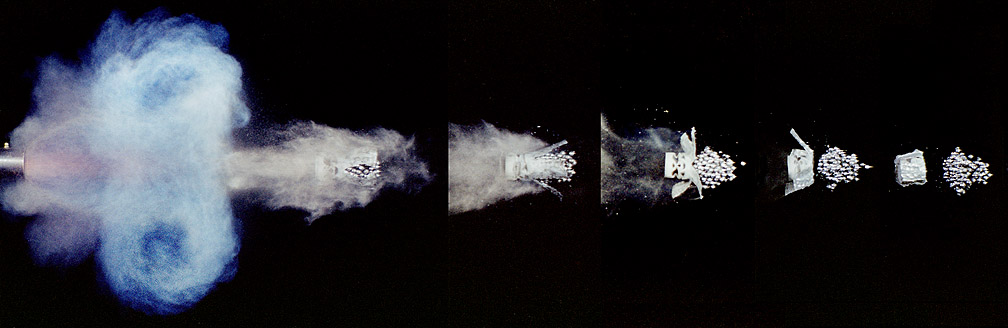
ショットガンから発射された散弾を撮影した画像、散弾を保持していたワッズが開いた後に後落している

散弾銃は、近距離で使用される大型携行銃で、弾丸の種類によっても特性が変わるが、散弾は概ね50m以内で最大の威力を発揮する。スラッグ弾を使用した場合でもライフルに比べ、弾は遠距離までは飛ばず、貫通力も低い。
散弾銃用の一般的な装弾（ショットシェル）はプラスチック製のケースと金属製のリムで構成され、ケースの中にはあらかじめ多数の小さな弾丸（散弾）が封入されており、銃口より種々の角度をもって放射状に発射され、一定範囲に均等に散らばり着弾する。これ以外に一発の大きな弾体を発射するスラッグ弾という弾種も発射できる。
散弾は動く対象に当てやすく、面に対しては大きな破壊をもたらすが、細かな狙撃は構造上不可能で、用途的にも考慮されない。スラッグ弾では有効射程が延長され、ある程度の狙撃も可能である。
散弾はシェルの中にあるワッズと呼ばれるプラスチック製の部品とともに燃焼ガスによって射出されるが、ワッズは空気抵抗により発射後すぐに分離し落下する。散弾は直径に応じた号数があり用途によって使い分けられる。
競技としては、クレー射撃などに使用される。これはかつては鳩を放ってそれを撃ち落としていたものだが、動物愛護・コスト・競技としてのコンディションの同一性の確保、などさまざまな理由から変更された。現在では装置によって射出された素焼きの円盤（クレー・ピジョン=粘土製の鳩）を撃ち落とす競技になっている。
猟銃としてよく使用される。動きの速い鳥類の狩猟には小粒の散弾が使用され、対象が大型の動物の場合には大粒の散弾、あるいは単体のスラッグ弾が使用される。日本国内での狩猟用ライフル銃の所持には10年以上の装薬銃所持実績が必要であるため、ライフル銃所持条件に満たない場合には、大型動物の狩猟用にスラッグ弾と散弾銃の組み合わせで代用することになる。
クレー射撃競技や狩猟用途では、散弾の飛散パターンと速射性から中折れ（元折れ）式上下二連や水平二連銃が好んで使用されるが、銃身を2本備えることから重く、また薬室に込められた2発の弾薬を撃ち尽くすたびに装填作業が必要になる。多数の弾を連射するために弾倉を設け、ガスの圧力や反動を使って自動的に装填する半自動式（セミオート）や、手動でレバーやスライドを前後させるだけで装填できる連発式（レピータ）の散弾銃もあり、中にはこれらを必要に応じて切り替える機能がついたものもある。手動の連発式は自動式に比べて速射性に劣るものの、機構が簡単で送弾不良も少ないため、警察や軍で近接戦闘用武器として多く採用されている。
日本国内においては、銃身の1/2にライフリングを刻むことが許されており、銃身手前側に刻んであれば単体弾（スラッグ弾）発射時においても比較的良好な弾道が得られる。このような散弾銃のことを、ハーフライフルドショットガンと呼称し、スラッグ弾専用に販売されている。
もしスラッグ弾でなく散弾に使った場合、散弾が飛び散る円錐の角度が大きくなって威力が落ちたり、着弾のパターンがドーナッツ状になり中心部が薄くなるため無意味である上に、散弾によってライフリング自体も損傷する。

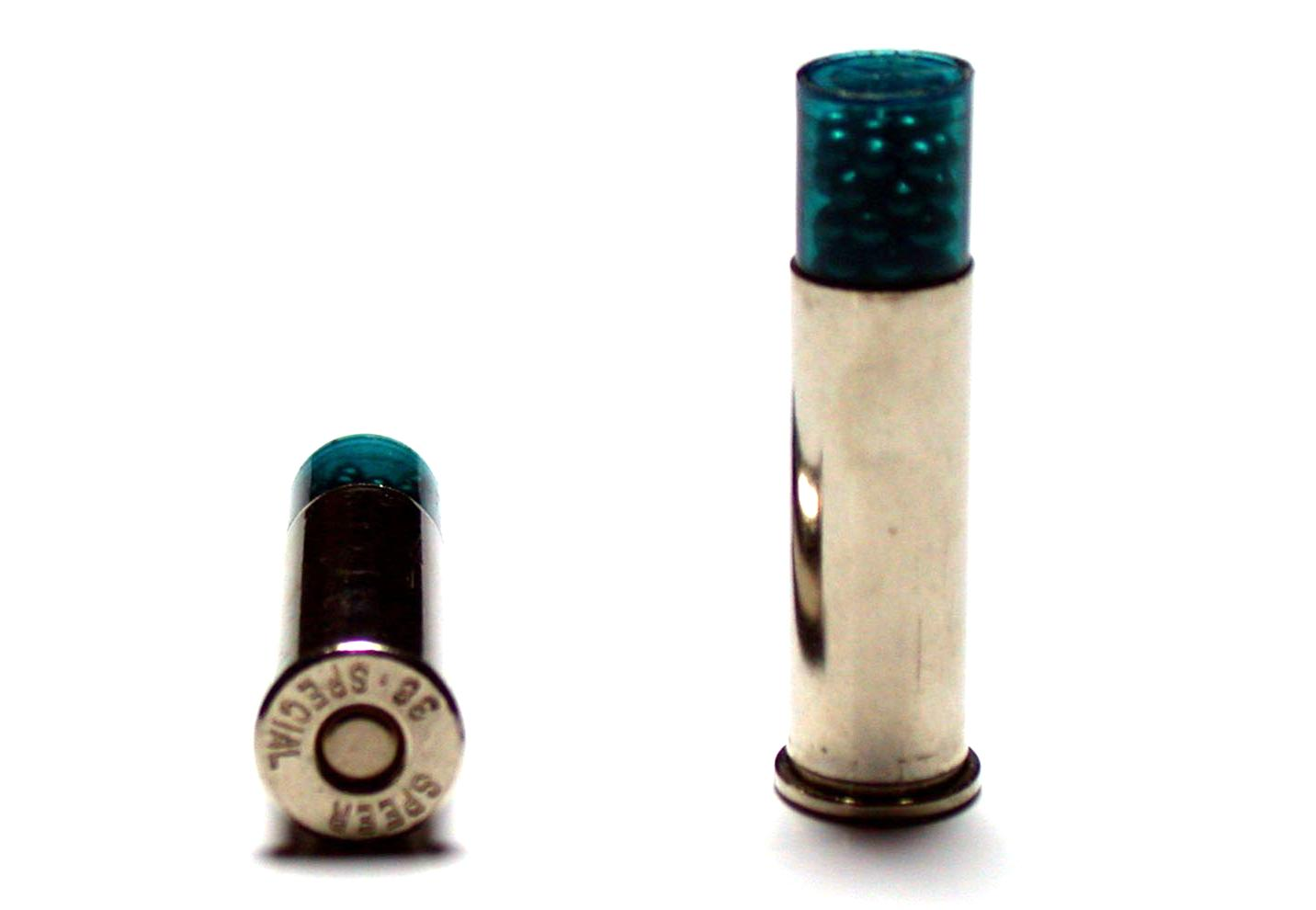
拳銃用ショットシェルの一例

「スネークショット」という、拳銃で撃てる口径のショットシェルもある。文字通り毒蛇退治に用いるもので、散弾が威力を保つのはごく近距離にとどまる。また、通常の散弾銃と同じ口径のショットシェルを扱える拳銃も存在する。

## 歴史

### ショットガン以前
近世フランスで、鷹狩りに替わってマスケット銃による鳥撃ちが行われるようになると、命中率を上げるために散弾が使われるようになった。やがて、鳥撃ちで散弾を撃つことに特化した、軽くて長銃身の鳥撃ち銃（fowling piece）が開発された。
やがて鳥撃ち銃はさまざまな用途用に発展し、船上での暴徒鎮圧用の喇叭（ラッパ）銃（BLUNDERBUSS、前装式）なども現れた。
これらはスカッターガン（scatter gun、スキャッターとも。scatter―散乱）とも呼ばれていた。
散弾は当初鉛線を刻んで丸めるなど手間のかかる方法で生産されていたが、18世紀後期にイングランドのWilliam Wattsにより、高所から熔融した鉛をこぼし落下中に表面張力によって球状になった状態で固化させて下の液体を満たした容器で変形しないように受ける方法が発明された。

### 初期のショットガン

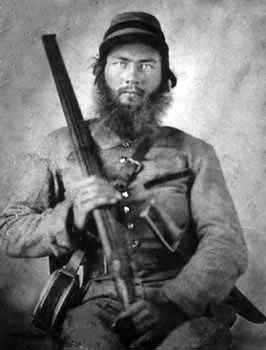
ショットガンを持ったアメリカ連合国の騎兵隊員

歴史上ショットガンという名称が最初に使用されたのは1776年で、ケンタッキー州で西部開拓者の用語として紹介されたことが始まりである。
散弾銃は、高い阻止能力や単純な構造から、西部開拓者らによって猟やインディアンとの戦闘、犯罪行為やそれへの対抗に重要な役割を果たした。例えばOK牧場の決闘では、ドク・ホリデイがショットガンを使用した。騎兵隊などもショットガンを好んで使用した。19世紀に従来のラッパ銃より連射しやすい水平二連式散弾銃が普及されており、欧州市場にも流行していた。
1830年代後半、フランス人のカジミール・レファショーがショットシェルを発明した。
1882年、クリストファー・スペンサーとシルベスター・ローパーがポンプアクション式ショットガンを発明し、構えを崩さない連続速射が可能になった（ただしそれ以前にも、リボルバー式ショットガン、レバーアクション式ショットガンは存在した）。そして1897年でジョン・ブローニングが開発した完成度が極めて高いウィンチェスターM1897が発売したことによりポンプアクション式は普及した。
1904年、ジョン・ブローニングが世界初の反動利用式セミオート散弾銃であるブローニング・オート5を発表。1963年にガス圧利用式のレミントンM1100が登場するまで、セミオート散弾銃の代名詞として世界的なヒット商品となった。
1931年、ジョン・ブローニングの遺作となる世界初の上下二連式散弾銃ブローニング・スーパーポーズドが発売された以降、上下二連式が従来の水平二連式を取って代わり、狩猟用とクレー射撃用二連式散弾銃の主流となっている。

### 戦場

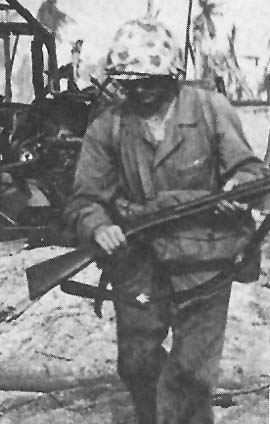
ショットガンを装備した第二次大戦時のアメリカ海兵隊員

アメリカ独立戦争では、ジョージ・ワシントンのアイデアで、ブラウン・ベスマスケット銃に通常の単体弾と散弾を同時に詰めて使用した(バック・アンド・ボール弾)。
アメリカ南北戦争では、将兵の私物のショットガンが広く使用された。特に南軍の騎兵隊がショットガンを愛用した。その後の西部開拓時代にはコーチガンと呼ばれる銃身が短い二連散弾銃が、元軍人であることが多かった開拓者たちに愛用された。同時期、インドやパキスタンなど英国植民地領では、駐屯地への侵入者（多くは困窮した現地人であった）を射撃する目的で、制式装備のリー・エンフィールドとは別に、旧式化したスナイダー・エンフィールドをバックショット実包と共に配備していた。
第一次世界大戦は塹壕戦となり、塹壕内での近接戦闘が発生した。その中で切り詰めた散弾銃を米軍が多用したことで知られる。一例としては、ウィンチェスターM1897散弾銃が既に開戦前から制式採用となっていたが、銃剣ラグと銃身カバーとを加える改造を受けて、塹壕戦向けに配備された。同銃は構造上、引き金を引いたままポンプ操作を行うと連射(スラムファイア)ができたため、自動銃並みの速射が可能であった。こうした散弾銃の使用に対してドイツ側は、人道上の理由や鉛弾の使用について、外交ルートを通じて正式に抗議している。この抗議は最終的には却下された。
第二次世界大戦においては塹壕内が主戦場ではなくなったこともあり、ヨーロッパで使用されることは少なくなったが、太平洋戦線では多数が使用され、ジャングル戦で威力を発揮した。戦争末期のドイツ軍や日本軍では部隊を編成するための小銃が不足し、一部で徴用した狩猟用散弾銃で代用していた。
第二次世界大戦後もジャングル戦となったベトナム戦争などでも使用されたが、散弾銃は兵士の私物であることがほとんどであった。兵士にとって狩猟などで使い慣れ、構造の信頼性がある散弾銃を戦闘に使用するという発想は自然なものであった。
2022年ロシアのウクライナ侵攻では、爆発物などを搭載したドローンの使用が双方で活発化。ドローンを撃ち落とす手段として散弾銃が注目されるようになった。

### 日本における散弾銃の歴史

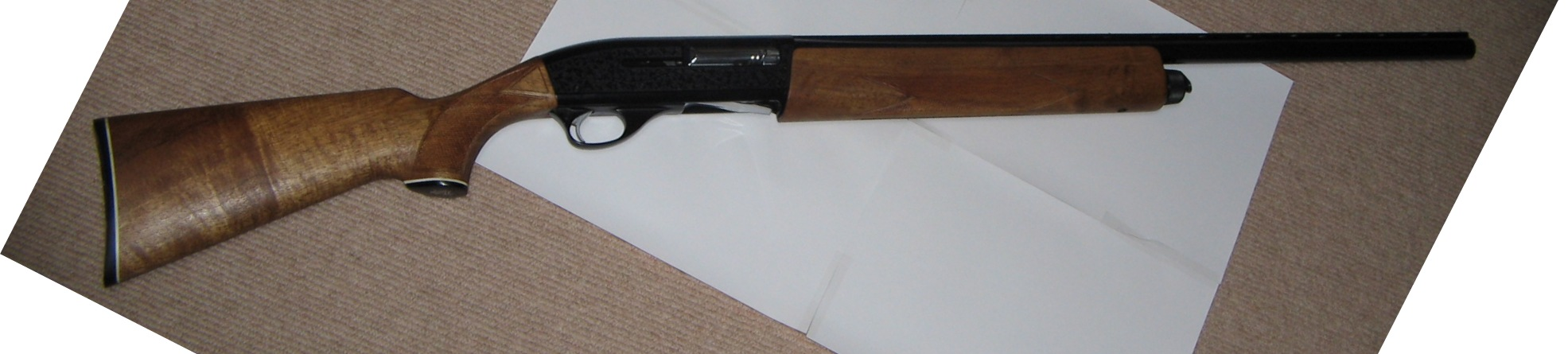
日本国産初のガス圧自動式散弾銃であるフジ・スーパーオート・モデル2000

戦国時代の天文12年（1543年）の種子島への鉄砲伝来以降、明治維新に至るまで、日本の狩猟は主に弓矢や火縄銃が用いられており、散弾はほとんど使用されなかった。
明治時代に入り、外国から元込式ライフル銃や元折水平二連銃が輸入されるようになる中、明治13年（1880年）に村田経芳の手により、日本初の元込式ライフル銃である村田銃が発明される。
この村田銃を猟銃に転用すべく、松屋兼次郎が村田経芳の指導の元、明治14年（1881年）に火縄銃の銃身を流用して開発し村田式散弾銃が日本初の元込式散弾銃となった。後に村田経芳が民間に広く村田銃のパテントを販売したことが契機となり、刀鍛冶や鉄砲鍛冶が村田式散弾銃の銃身や機関部を作り、指物師が銃台を作る状況が生まれ、日本の散弾銃産業の端緒となっていった。
有坂成章の手により明治30年（1897年）に三十年式歩兵銃、次いで明治38年（1905年）に三八式歩兵銃が開発されると、それまで制式であった軍用村田銃や洋式ライフル銃はライフリングを削り取られ、散弾銃として民間に払い下げられるようになった。
明治・大正期には英国製水平二連銃やブローニング・オート5などが輸入されていたが、この頃、原蔦三郎の手により明治32年（1899年）に日本初の水平二連銃が製造され、次いで大正3年（1914年）には岡本銃砲店の太田政弘によって日本初の上下二連銃が製造された。この時代に川口屋林銃砲店の石川幸次郎、岡本銃砲店の名和仁三郎、浜田銃砲店の浜田文次らが各種二連銃の名工として名を馳せた。
しかしこれらの輸入銃・国産ハンドメイド二連銃は専ら上流階級のハンター達が購入するに留まり、庶民の猟銃の主流は昭和20年（1945年）の敗戦まではほとんどが軍用銃の改造品、若しくは民間銃器メーカーにてライセンス製造された村田式散弾銃であった。昭和12年(1937年)に日中戦争が勃発し、日本国内が戦時体制に移行。翌昭和13年(1938年)には散弾銃をはじめとする狩猟銃は「不要不急の贅沢品」として輸入及び製造の一切が禁止される。この日本政府による禁止令は、第二次世界大戦敗戦後の昭和25年(1950年)まで継続されたが、約13年に渡り市井に新銃が全く供給されなかったことにより、戦後の狩猟銃生産解禁時に市場が一気に活性化する一因ともなった。なお、第二次世界大戦末期には、連合艦隊の壊滅で組織的な海上行動がほぼ不可能となった大日本帝國海軍によって、市井に残る散弾銃5万挺余りが供出させられ、サイパンの戦いなどで海軍陸戦隊守備兵に供出された散弾銃が配備されたという。

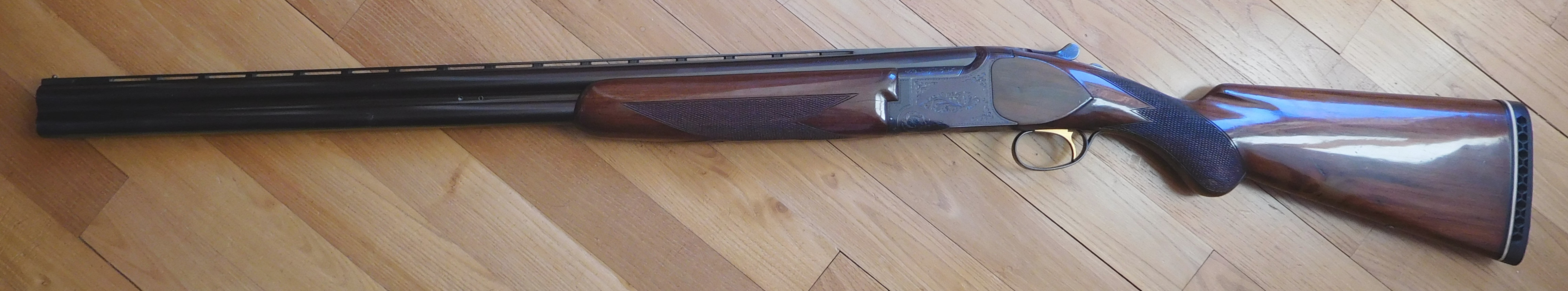
ミロクM3700上下二連銃

敗戦後の昭和28年（1953年）、GHQにより狩猟銃の生産が解禁されると、それまでの銃砲店に所属する銃職人によるハンドメイド体制に代わり、軍用銃・機関銃・村田式散弾銃などの製造に携わっていたミロク製作所、SKB工業、晃電社などが元折単身銃、上下二連銃、水平二連銃の本格的な量産に乗り出し始めた。
昭和38年（1963年）に日本猟銃精機（後のフジ精機）にて国産初の反動利用式セミオートのフジ・ダイナミックオートが開発される。昭和40年（1965年）にはSKBや川口屋林銃砲店（KFCブランド。製造はシンガー日鋼）も反動利用式オートに参入、村田式散弾銃が主流であった日本の狩猟界に大きな反響を巻き起こすが、1963年に米国レミントン社からガスオートのレミントンM1100が発売されると、セミオートの主流は反動利用式からガスオートに移り変わっていき、昭和40年代中期にはフジ精機、SKB、KFCの3社ともガスオートに生産の主力を移していく。
1960年代末ごろより欧米圏、とりわけ北米市場への輸出の道が開かれたことも日本の散弾銃メーカーにとって成長の追い風となった。1960年代まで米国の銃器メーカーはOEM供給元として主に欧州の銃器メーカーを選定していたが、1970年代に入り欧州各国でインフレーションが進行したことにより収益を出すことが難しくなり、より為替差損が少なく丁寧な工作精度を持つことで知られていた日本の銃器メーカーがこの頃より欧米メーカーのOEM供給元として採用される事例が増加した。日本メーカーによるOEM供給体制はトルコなど新興国の銃器メーカーが台頭する2000年代中盤ごろまで盛んに行われていたが、欧米の銃器業界関係者からの評価も非常に高く、全米ライフル協会のライターであるフィル・バージャイリーは、1984年から2004年に掛けてウェザビーのOEMを担当した新SKB工業を評して「信頼性が高く、本当に素晴らしい完成度であった」と記していた。
一方、国内では1970年前後に猟銃の暴発、誤射による事故が相次いだ。宮澤喜一通商産業相は「国内の銃砲刀剣類の売り上げが年間50億円に達している。狭い国土でハンターの撃つに任せて良いのだろうか」「通商産業省としては散弾銃の製造を禁止しても良いと思っている」といった批判の声を挙げ、猟銃所持の許可や猟場、ハンターの資格など狩猟全体のあり方が厳格化される契機となった。
さらにその後、1970年代後半から80年代後期に入ると日本の狩猟界全体が高齢化と新規参入者不足で内需が減少する構造不況に陥っていき、各メーカーとも生産した銃の大半を為替相場の変動で収益が安定しにくい輸出に回さざるを得ない状況となり、安定したOEM供給先が確保できなかった国内メーカーの多くが倒産・撤退していった。2000年代以降イタリア、スペイン、トルコなどの新興国の銃器メーカーが日系メーカーの価格競争力を上回る実力を付けていき、日系メーカーのOEM供給先を徐々に侵食していったことも逆風となった。
2000年代まで日本の散弾銃量産メーカーはミロク製作所と新SKB工業の二社体制となっていたが、2009年9月11日に新SKB工業が世界金融危機及び円高の影響を受けて輸出が伸び悩んだ結果、資金繰りに行き詰まり廃業に至ったことで、国産散弾銃メーカーは事実上ミロク製作所のみとなった。
なお、戦前のオーダーメイドスタイルでの散弾銃製作を現在でも行っている工房として、三進小銃器製造所が存在する。

### 鉛の散弾から鉄の散弾へ移行
散弾の材質としては、比重が重く球形散弾への加工が容易な鉛が一般的であった。これらは「レッド（リードは発声間違い）ショット（lead shot）」と呼ばれる。
鉛は、水に容易に溶け重度の重金属汚染を引き起こし、また、強い金属毒があり重篤な中毒（鉛中毒）を引き起こす物質でもあった。狩猟時に使用された散弾を鳥が砂や小石にまじってついばみ、砂嚢内で微粒子化して消化器から吸収されることで、水鳥は鉛中毒に陥る。また、鉛中毒で死んだが獲物とされずに放置された個体・弱った個体が他の鳥獣に食べられることによって生物濃縮され、生態系上位者に向けて連鎖的に鉛中毒が拡大した。そのため、鉛の散弾から軟鉄製の散弾へ切り替える無鉛化が行われるようになった。鉄の散弾は「スチールショット」と呼ばれる。
デンマークでは、1985年に、ラムサール条約登録湿地での鉛散弾の使用が禁じられた。アメリカ合衆国では、1991年-1992年猟期から、水鳥とオオバンの狩猟について、全面的に鉛散弾の使用が禁止された。カナダでは、鉛被害が重い場所を指定し、1990年から鉛散弾の使用が禁止されている。日本国内でも鉛散弾による狩猟が禁じられている地区がある。
また、クレー射撃場でも、雨水などに溶出した鉛が検出されるなどして、問題化した。環境団体などの指摘により、公営及び私営ともにクレー射撃場が一時閉鎖ないしは今もなお閉鎖され続けている事例がある。北欧では既にクレー射撃公式競技でも軟鉄装弾が使用されているが、米国では薬剤散布による鉛毒の中和や特殊ネットによる鉛散弾の全回収を併用するなど、各国の動きにはそれぞれ差違が見られる。
軟鉄散弾は、鉛散弾と比べて「素材の比重が軽いため威力が落ちる」「硬いため銃身に与える衝撃が大きい（特にチョークの部分）」「高価」といった欠点があった。威力低下については使用散弾をやや大きくし、かつサイズが大きな実包を用いて弾数が減少しないようにすることで、対策とすることができる。銃身については、軟鉄散弾対応銃身を使用することで悪影響を避けることができる。しかしながら、旧来の鉛散弾用散弾銃では軟鉄散弾に切り替えた場合、鉛散弾を用いた場合と同様の威力は維持できない。そのため、狩猟用散弾銃には「鉛散弾時代のもの」と「軟鉄散弾が登場したあとのもの」との間で、多少の世代差が認められる。最近ではこうした鉛散弾時代のものにも鉛散弾と同じ感覚で使用できる非鉛性の散弾（タングステンやビスマスが用いられる）も登場してきた。
軟鉄散弾が広まることで、鉛散弾とは異なる新たな問題が起きることを指摘する意見もある。軟鉄散弾は通常、保存時の腐食を防ぐためにメッキが施されている物が多いが、猟場に放出され長期間放置されることで錆が発生し、流れのない溜め池などでは大量の軟鉄散弾による錆が浮くなどの問題が起きる可能性が指摘されている。

### 著名人と散弾銃

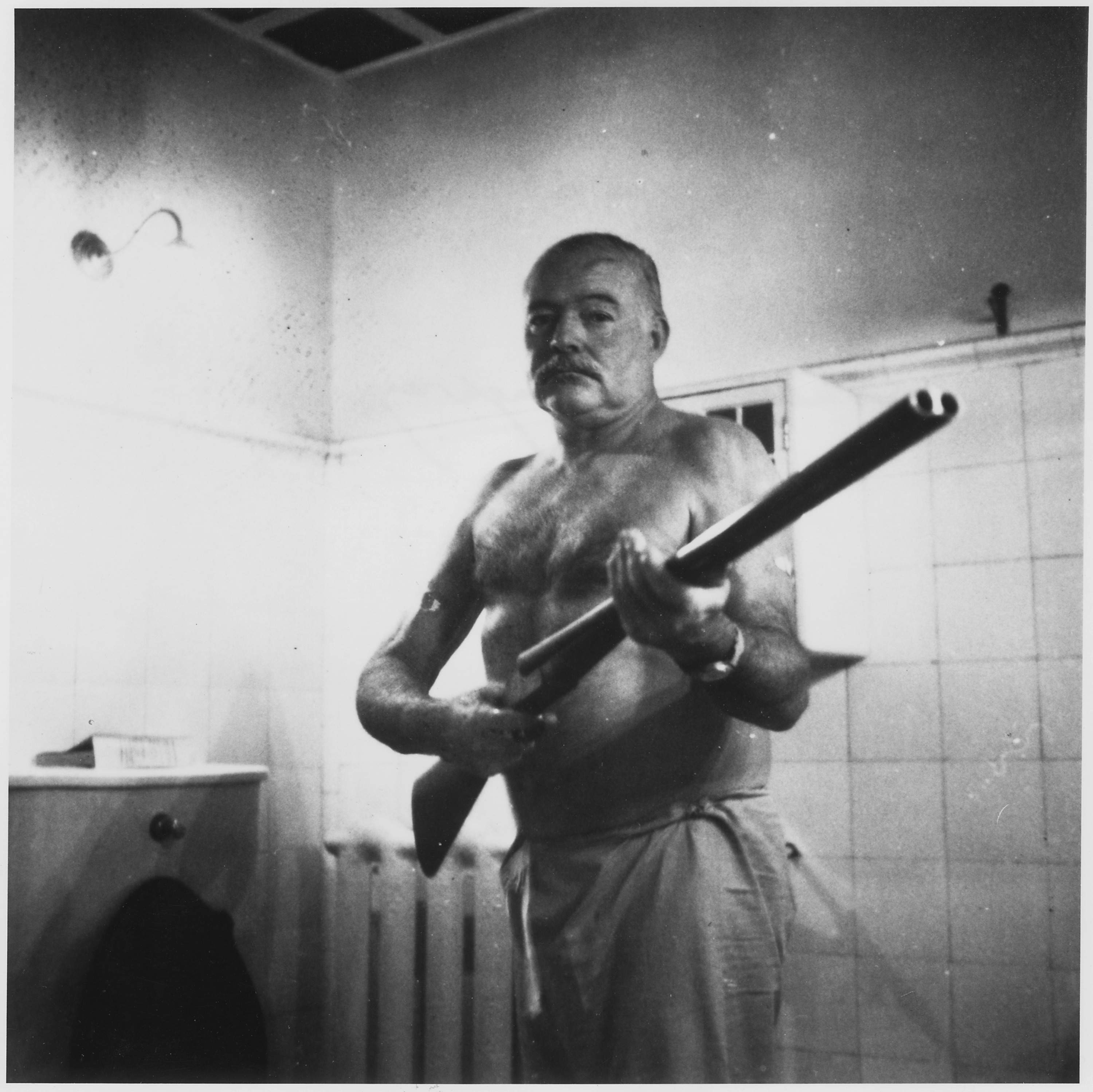
愛用の水平二連散弾銃を手にしたアーネスト・ヘミングウェイのポートレイト

狩猟が王族・貴族の趣味として定着していた欧米諸国では、古くから政治家や文化人の多くが散弾銃を用いた狩猟や射撃を趣味としており、クレー射撃もその文化から発展してきたものであった。近年の米国ではディック・チェイニー米国副大統領(ジョージ・W・ブッシュ政権)が狩猟を趣味として公言している政治家として著名であり、2006年にはウズラ猟の最中に散弾銃で友人を誤射する事故を起こしてしまっている。テレビ番組でも散弾銃を用いた狩猟や射撃を主題としたものが成立しており、メリッサ・バックマンのような女性のハンター兼パーソナリティも活動している。
日本でも徳川将軍家以来の伝統を持つ鴨場が存在していたことにより、明治時代以降は明治天皇以降の歴代天皇を筆頭に、皇族や華族、士族の中でも没落を免れ富裕層の地位を獲得していた者達等に欧米から輸入されたり、国内の鉄砲鍛冶の手で製造された散弾銃を所持して「趣味としての狩猟」を愉しむ階層が形成されていたが、第二次世界大戦以降は芸能人や文化人の少なからぬ数が相互交流の場としてクレー射撃を活用しており、2017年現在も「芸能文化人ガンクラブ」として活動を継続している。同クラブは1960年(昭和35年)から1965年(昭和40年)に掛けて活動した映画人ガンクラブを母体としており、1976年(昭和51年)前後にザ・ドリフターズのリーダーであったいかりや長介が発起人となって1978年(昭和53年)に正式発足したもので、著名なメンバーでは高木ブーらドリフメンバー全員、森繁久弥、三船敏郎、三橋達也、梅宮辰夫、松方弘樹、ジョージ川口らが所属しており、名誉会長としてクレー射撃選手でもあった麻生太郎元内閣総理大臣も在籍、1988年(昭和63年)時点では正会員43名、会友130名もの規模に達していた。しかし、2010年代中盤以降は会員の高齢化や銃規制の強化により散弾銃の所持許可を返納する会員や死去に伴う退会者も増えており、存命者も海外旅行の際に現地の射撃場で銃を撃つ程度に留めている者も少なくないという。

## 軍・警察用の散弾銃
散弾銃は、古くから軍や警察が近接戦闘用武器として採用している。散弾銃は機構が簡単であることから安価で機械的な信頼性が高いため、塹壕戦やジャングル戦、あるいは室内戦といった極至近距離の戦闘に用いられる。特に出合い頭の戦闘に強く、隊の先頭を務めるポイントマンが使用することが多い。室内戦闘においては扉の蝶番を破壊する際にも使用されるためマスターキーとも呼ばれており（戸板そのものに穴を開けるのは能力的に不可能）、各国の軍隊でドア破り用途専用の散弾実包の開発を行っていたが、1980年代にはナイツアーマメント社がレミントンM870をベースにM16シリーズ向けのアンダーバレル・ウェポンとしてナイツアーマメント マスターキーを開発している。
アメリカでは軍において第一次世界大戦時の塹壕戦用に使われたことからウィンチェスターM1897の短銃身モデルが「トレンチガン」（trench-gun）、警察では暴徒鎮圧用に使われることが多いために「ライアットガン」（riot-gun）とも呼ばれる。“散弾を浴びたら命はない”という威力がよく知られ、装備していれば独りで道路封鎖が可能なため、パトロールカーには必ず搭載されている。これらの銃は戦場や群衆の中での取り回しを考慮し狩猟用散弾銃より銃身が短く、装填できる弾数も多くなっている。また、銃床が折り畳み式になっているものもある（英語版では「ライアットガン」と「ライアットショットガン」は別の銃である。下記の各種非致死性武器全般が「ライアットガン」、散弾銃だけが「ライアット・ショットガン」）。
市販実包の種類も多いために号数やスラッグを状況に応じて選択でき汎用性があるのも、散弾銃の利点である。実包サイズが大きいために用途に応じた軍・警察用の特殊弾も開発され、主なものに防弾ベストなどに対する貫通力を高めた多針弾頭弾（フレシェット弾）、暴徒鎮圧用弾丸として催涙弾（CN弾）やゴム弾（スタン弾）、ビーンバッグ弾、RIP弾などがある。さらに近年では、実包状の電撃弾なども実用化されている。また、ランチャー（発射筒）を銃口に付けて、手投げでは届かないような高層階の部屋へ催涙ガス弾・煙幕弾を撃ち込む擲弾発射器の代用としても使われる。
銃種としてはU.S. AS12のように機関銃のような全自動にも設定できる（セレクティブ・ファイア）のもの、SPAS-15のように箱型弾倉（ボックスマガジン）で多弾数と短時間での弾薬交換を可能にしたもの、ベネリM3のように状況や故障時に半自動式（セミオート）とポンプ式の切替可能なもの、さらにはAA-12のようなフルオート式のものもある。また、M26 MASSの様に、M4A1やM16シリーズを中心としたアサルトライフルのハンドガード下に装着し使用する物もある。いわばアドオン型擲弾発射器のショットガン版であり、これが「どんな扉も開ける鍵」“マスターキー”と呼ばれる。
軍用・警察用は狩猟用に較べて殺傷力が高いわけではないが、装弾数が多いなどの理由により治安上の観点からほとんどの国では一般人の所持が制限されている。日本でも12番を超える口径は、トド猟などの許可がある場合以外は制限されている。銃所持に寛容なアメリカでも銃身や銃床を切って全長18インチ（45センチ）以下としたもの―いわゆるソードオフ・ショットガン（イタリアではルパラとも呼ばれる）を一般人が許可証なしで持つことはアルコール・タバコ・火器及び爆発物取締局（BATFE）が厳しく制限している（全長の短縮により隠匿しての携行が容易で、狭い空間でも扱いやすく、銃口付近のチョーク（絞り）が除去されることで、発射された散弾がすぐに拡散、至近距離の殺傷能力が増大するために、銀行強盗など屋内での犯罪に利用されやすいことから。持っているだけで強盗予備罪に問われる）また、軍用銃と指定され所持が制限されている散弾銃も少なくない。
日本国内では一般の警察官は散弾銃を所持していない。しかし、特殊急襲部隊（SAT）にはモスバーグM500が配備され、室内戦闘において扉の蝶番や強化ガラスを破壊する際に使用している。また、海上保安庁では、レミントンM870、モスバーグM500が配備され、逃走船追跡の際に使用されている。自衛隊では陸上自衛隊が機種不明の散弾銃を採用しており、海上自衛隊も護衛艦の搭載火器としてベネリM3Tを採用している。

## チョークの種類

ドイツの散弾銃でのチョークの一例。
A:平筒
B:改良平筒
C,D:スキート
E,F:全絞り
G:二段
H:ライフルド

口径寸法は12ゲージの.730インチを基準とする。メーカーによって同じチョークでも口径に若干の差違が見られることもある。
フル（全絞り）
口径寸法は.700インチ（17.78mm）市販の銃では最も口径の狭いチョークで、狩猟に於いては鴨の沖撃ちなどの遠矢を掛けるゲームに対して用いられる他、上下二連トラップ競技銃の二の矢にも使用される。
インプ・モデ（3/4絞り）
口径寸法は.705インチ（17.90mm）フルに次いで口径の狭いチョークで、狩猟に於いては陸上での鴨撃ちや雉・ヤマドリ猟などに用いられる他、上下二連トラップ競技銃の初矢にも使用される。
モデ（半絞り・1/2絞り）
口径寸法は.710インチ（18.03mm）比較的汎用性の高いチョークで、散弾の他にも一般的なライフルドスラッグの発射にも支障のない絞りとされている。狩猟に於いては鳩やコジュケイなどの小鳥撃ちの他、バックショットでの鹿・猪猟にも用いられる。水平二連銃は鳥撃ちでの追い矢と向かい矢の両方のゲームに対応するため、フルとモデの組み合わせの銃が多い。
インプ・シリンダー（改良平筒・1/4絞り）
口径寸法は.720インチ（18.29mm）ライフルドスラッグ登場後に開発された物。シリンダーに比べて若干口径を絞っており、セミオート銃のスラッグ専用替え銃身などに採用事例が多い。
シリンダー（完全平筒）
口径寸法は.730インチ（18.54mm）全く絞りのない銃身。現在でも特に強力な装弾を発射することを前提としたスラッグ専用銃に用いられることが多い。
スキート
スキート競技専用銃に用いられるチョーク。寸法はメーカーの解釈によって様々で、シリンダーよりも広いラッパ型になっている物や、シリンダーと改良平筒の中間程度の絞りを用いた物などが存在する。
エキストラ・フル
口径寸法は.690インチ以下（17.52mm以下）交換型のチョークにて設定されている物で、海外ではターキー（七面鳥）チョークとも呼ばれている。七面鳥撃ちが行われない日本では、一部の鴨撃ち向け銃身を除いて採用例は少ない。
リセス
二段チョークとも呼ばれる、銃身内にチョークが二重に設けられたもの。散弾実包内のワッズ(コロス)に羊毛製のものが使われていた時代、散弾の広がりを均一にする目的で使用されていたが、工場装弾で樹脂製のワッズが用いられるようになると意義が失われ、現在では用いられなくなった。
ライフルド
ライフリングが設けられたチョーク。元々は英国のホーランド・アンド・ホーランドのパラドックス水平二連散弾銃にて、ミニエー銃のミニエー弾に似た椎の実弾型の専用スラッグ弾頭の飛翔を安定させる目的で、銃口先端のみにライフリングを設けていたものが先駆であり、これが転じてパラドックス・チョークとも呼ばれた。ハーフライフル銃身が一般化する以前、日本において「施条散弾銃」といえば、ホーランドのパラドックスのことを指すものであった。交換チョークが普及した今日では、パラドックス・チョークに相当するライフルド・チョークは社外品として安価に入手できるようになった。

### 交換・可変式

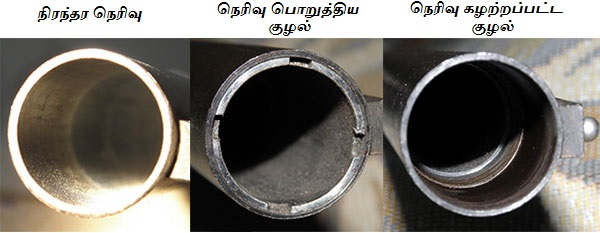
左より固定チョーク銃身、内装式交換チョーク銃身、交換チョークを外した内装式交換チョーク銃身。

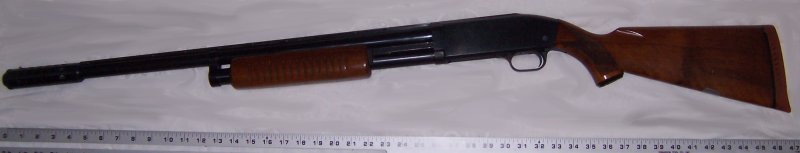
交換チョーク付マズルブレーキ(カッツコン)の採用例、J.C.ヒギンズ M20

内装式
銃身先端に内ネジを切り、チョークを交換できるようにしてある物。原型は1922年頃には考案されていたが、実際に広く商品化が行われたのは1981年に米国・ヒューストンのガンスミス、ジェス・ブライリーの特許を下敷きに、ウィンチェスターが発売したウィンチョークシステムと、ブライリーより僅かに遅れてベレッタが特許取得し商品化を行ったオプティマチョークシステムの登場後である。
そのままでは交換チョークの分銃身が薄くなるため、交換チョークが標準装備されている銃身の場合はチョーク部分の銃身を少し膨らませて銃身厚を確保している。シリンダーからエキストラ・フルまでの口径が任意に選択可能であるが、ブリネッキスラッグなどの腔圧が特に強い装弾は使用しないように但し書きが書かれていることがほとんどである。近年ではメーカー純正品以外に社外の互換チョークも登場しており、銃身延長式のチョークによってマズルブレーキ機能やライフリング機能、軟鉄散弾への対応が可能になった物も登場している。また、海外では「既存の固定チョーク銃身に内ネジを切り、薄壁を意味するThinwall Chokeと呼ばれる専用の薄型チョークを内蔵することで、交換チョーク式に改造するサービス」なども行われている。
外装式
銃身先端に外ネジを切り、チョークを交換できるようにしてある物。原型の登場は内装式よりも古く、1905年には特許取得がされているが、欧米では後述のカッツコンや可変式が広く普及したため余り広まらなかった。
内装式交換チョークと異なり、チョークを外すことでシリンダー口径としての取り扱いができることが特徴である。しかし、銃身とチョークの連結面には段差や歪み、隙間が生じないための高度な加工精度が必要となり、内装式交換チョーク程の精密なショットパターンを実現することは難しくなる傾向がある。日本においてこのような交換チョークを採用した最初の例は、川口屋林銃砲火薬店(KFC)が1965年(昭和40年)よりシンガー日鋼からのOEM供給で販売していた半自動散弾銃で、交換チョークその物の採用事例としても世界的にも極めて早いものであった。KFCの外装式交換チョークは、1953年(昭和28年)にイタリアのブレダが発売した反動利用式オートのブレダ アルテアで採用されたクイックチョークシステムと類似したものであるが、ブレダ アルテアは当時の半自動散弾銃では最も高価な部類に入るものであったため、KFCほど数多くは普及しなかった。今日ではこのような構造をもつ交換チョーク銃身はほとんど存在せず、後述のカッツコンや可変式チョークを装着する際に銃口先端の外側に加工を施すことが概念として残る程度である。
カッツ・コンペンセイター(カッツコン)
散弾銃の銃口に外ネジを切ることで後付け可能な大型のマズルブレーキ。原型は1930年にアメリカ海兵隊のリチャード・マルコム・カッツ大佐(のち准将)により特許取得され、先端に内装式の銃身延長型交換チョークを装着可能であったため、第二次世界大戦後に爆発的に普及し、日本でもコンペンセイターの代名詞として「カッツコン」の略称が定着する程の知名度を誇った。
このような形式の交換チョーク付マズルブレーキは銃器メーカーで純正採用される例も見られ、シアーズ・ローバック傘下の銃器ブランドであるJ.C.ヒギンズはパワー・パックの名称で類似したものを採用した。カッツコンはライマン・プロダクツにより販売されていたが、構造上単身銃以外(二連銃など)への装着が難しいため、内装式交換チョークが普及した今日では見かけることも少なくなっている。
可変式
カッツコンと類似した形態のマズルブレーキ型チョーク。銃口先端が十字状に切り込まれて4等分されており、外ネジで銃口に被せられている外筒を締め込むことで銃口先端が窄まって可変式のチョークとして機能する仕組みで、原型はカッツコンの翌年の1931年に特許取得されているが、商品として大規模な成功を収めたのは1955年に特許取得されたポリチョークである。ポリチョークは当初はカッツコンのようにマズルブレーキの先端に可変チョーク機構が取り付けられていたが、その後小型化の改良が重ねられ、1960年代以降は可変チョーク機構の先端にマズルブレーキが取り付けられる現在の形態が確立、カッツコンと共に1950年代から1960年代に掛けて米国で爆発的に普及したが、こちらも構造上単身銃以外(二連銃など)への装着が難しいことが弱点である。ポリチョーク以外では、モスバーグが1950年にモデル185Kにて初採用したC-Lectチョークシステムが著名である。
ポリチョークは今日の製品では銃口加工無しに内装式交換チョーク銃身に取り付け可能なものがラインナップされており、カッツコンに比べれば利用しやすい商品形態が採られているが、内装式交換チョークや固定式チョークの銃身と比較して散弾の散開パターンが安定しないという弱点も抱えており、かつてほどの普及は見られなくなっている。

## 実包の種類
日本においては、散弾実包は「装弾」と呼称される。

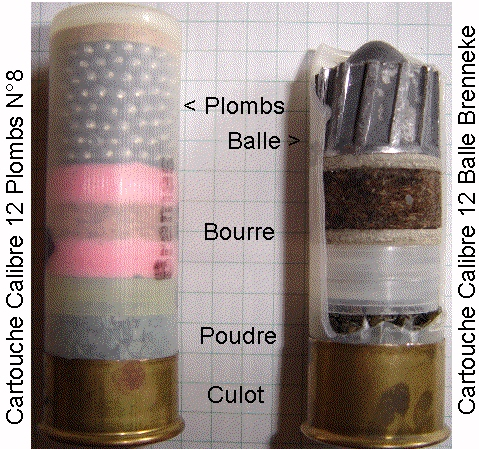
左は8号散弾の実包 右はスラッグ実包 いずれも12ゲージ、樹脂製薬莢。

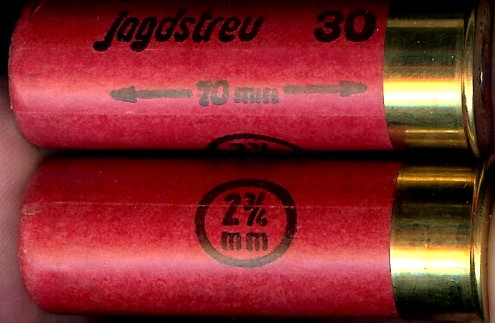
紙製薬莢

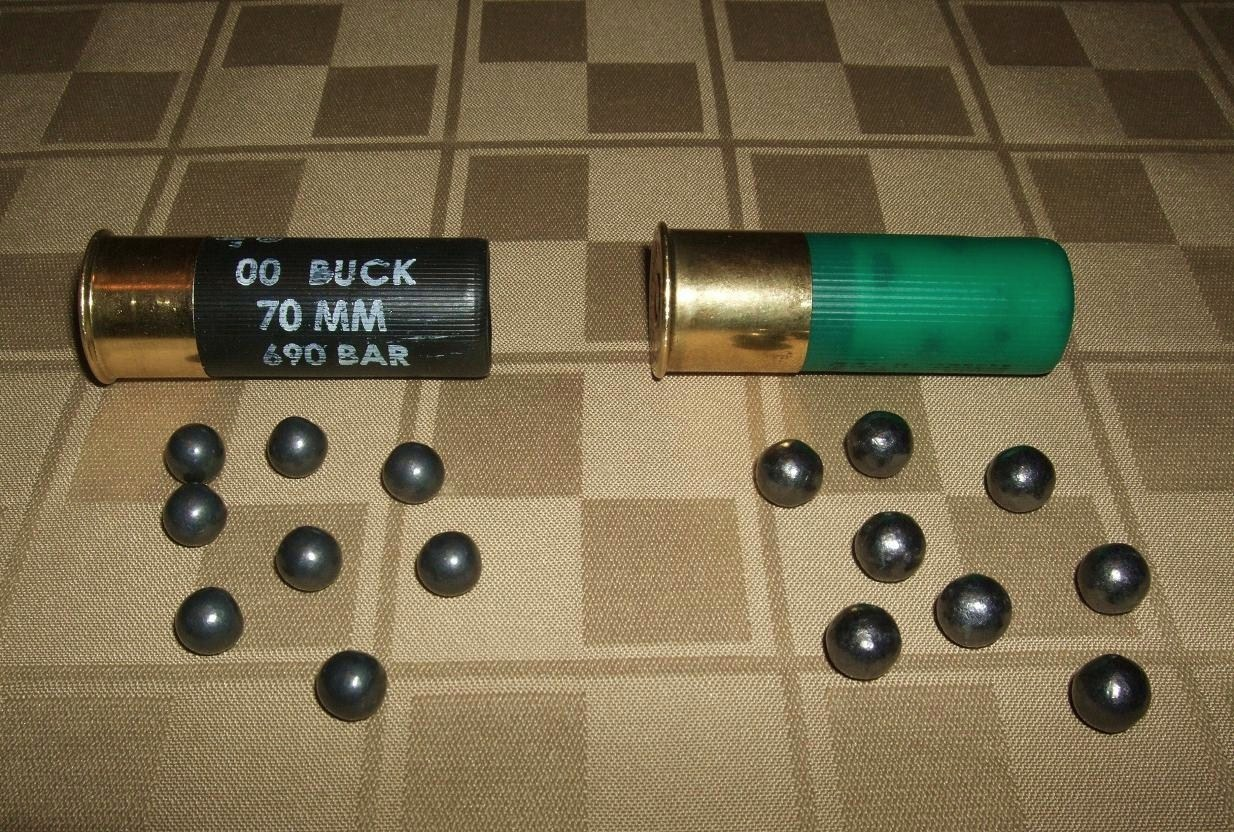
バックショット実包、左が00(ダブルオー)、右が000(トリプルオー)。実際には00が9粒、000が6粒入っており、日本では粒数で言い表すことが多い。

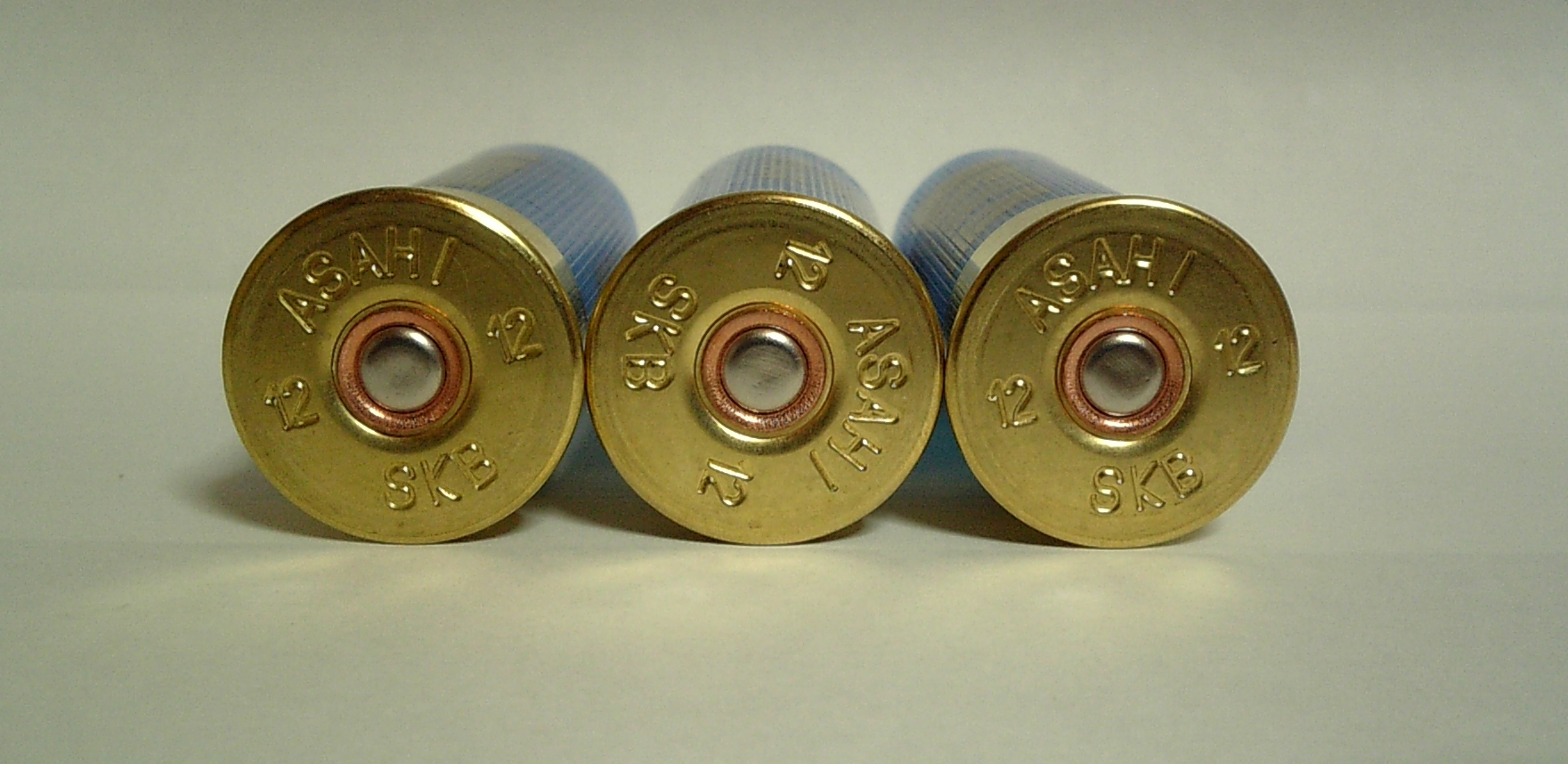
散弾銃の実包。真ん中にあるのが銃用雷管であり、これを叩くことによって小さな爆発が起き、その爆発が火薬を発火させる。急速な燃焼ガスの膨張が鉛玉を外へと押し出す

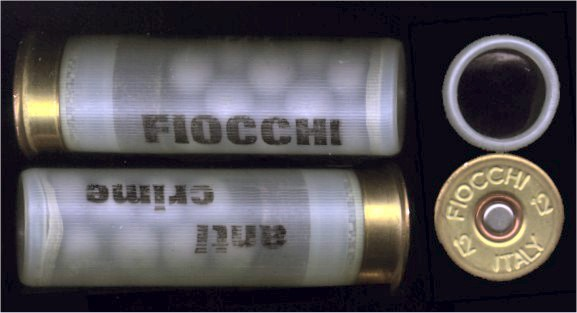
ゴム弾

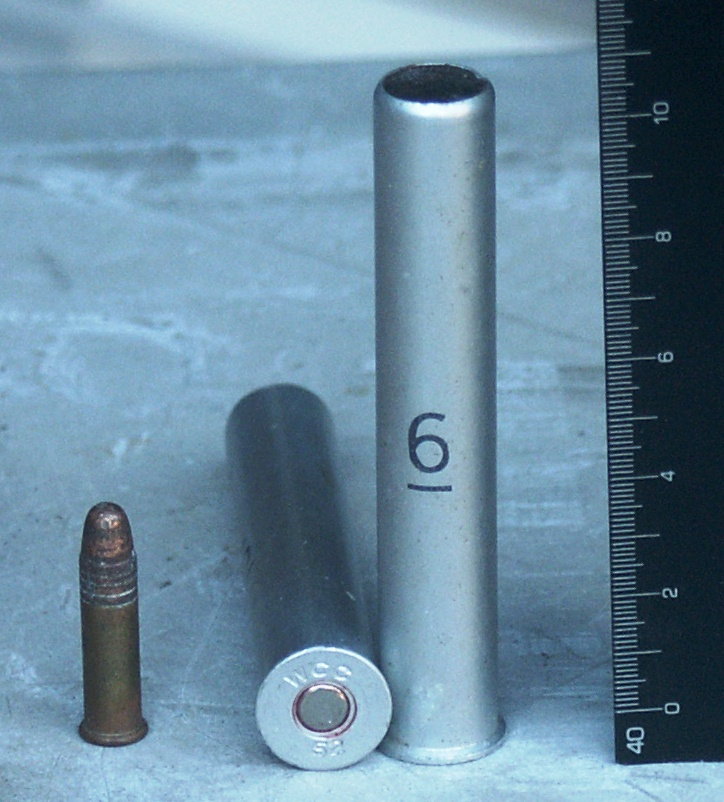
金属製薬莢の一例、M6航空兵護身銃用410ゲージ弾。.22ロングライフル弾との比較。

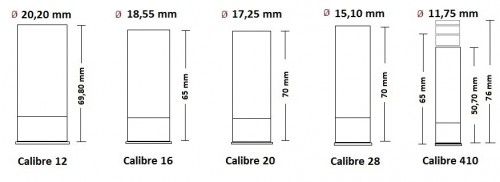
散弾実包の寸法比較。左より12番、16番、20番、28番、410番。

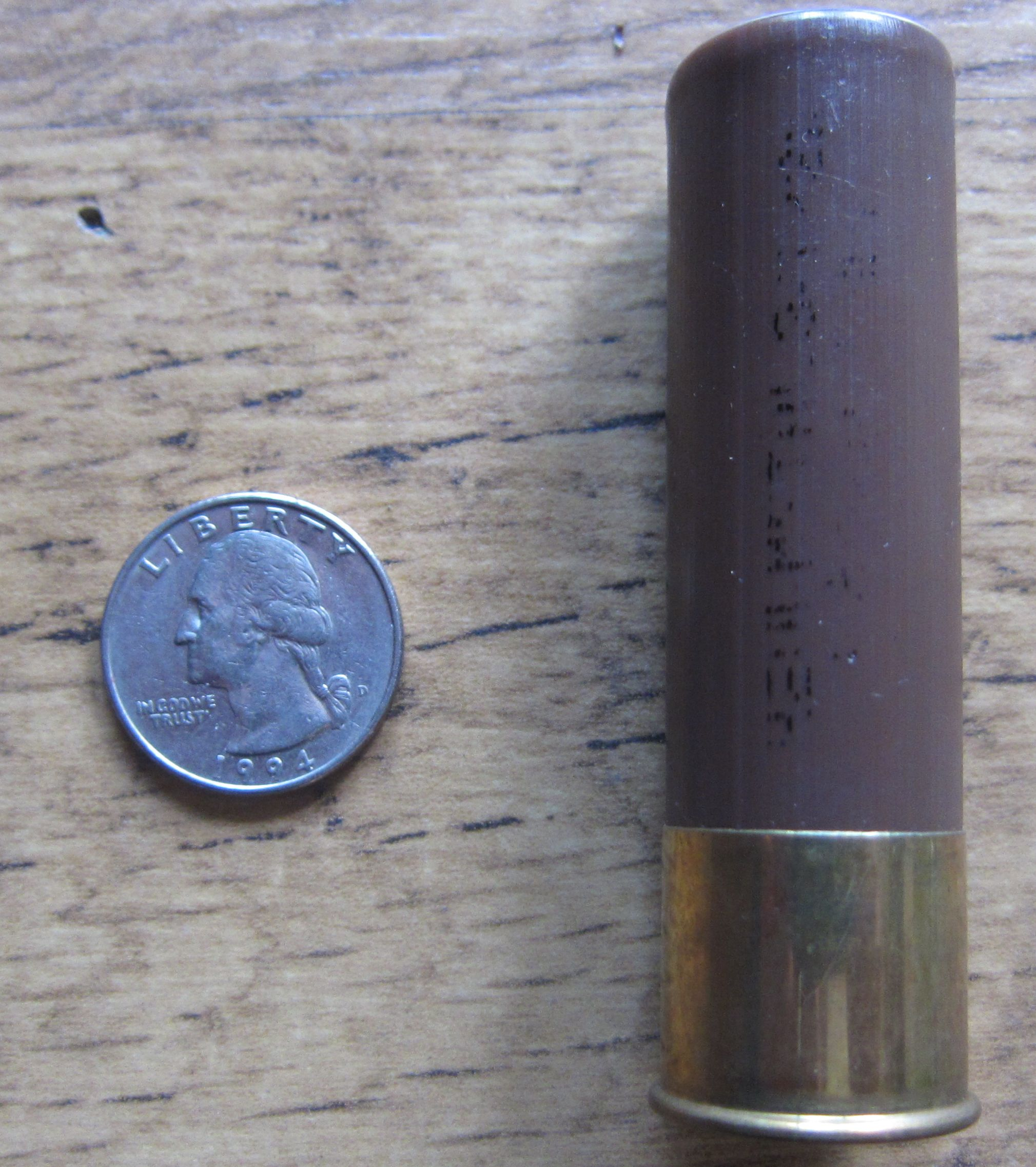
10番散弾実包と25セント硬貨の比較。

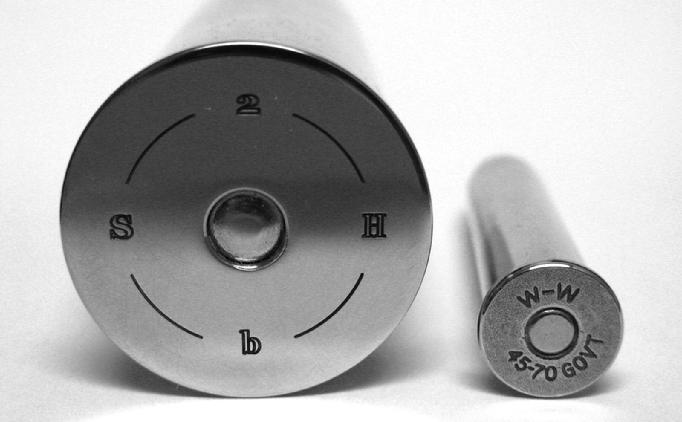
2番散弾薬莢と.45-70ガバメント弾の比較。

|        | ペレットの種類                 | 毒性 | 生産状況   | 硬さ（鉛との比較） | 比重（鉛との比較） |
| ------ | ------------------------------ | ---- | ---------- | ------------------ | ------------------ |
| 鉛     | 鉛散弾                         | 有毒 | 国産・輸入 | 約1倍              | 約1倍              |
| 鉄系   | 鉄散弾（スチール散弾）         | 無毒 | 輸入       | 約5 - 8倍          | 約0.7倍            |
| 鉄系   | 軟鉄散弾（ソフトスチール散弾） | 無毒 | 国産       | 約3 - 5倍          | 約0.7倍            |
| 非鉄系 | ビスマス散弾                   | 無毒 | 輸入       | 約1 - 2倍          | 約0.9倍            |
| 非鉄系 | タングステン散弾               | 無毒 | 輸入       | 約2倍              | 約0.9倍            |
| 非鉄系 | 錫散弾                         | 無毒 | 輸入       | 約0.5倍            | 約0.7倍            |

### 薬莢材質による種類
真鍮薬莢（黄銅薬莢、真鍮ケース）
無煙火薬登場以前によく使用された形式。小銃や拳銃と同じく、薬莢全体が真鍮でできており、黒色火薬、羊毛やフェルト・厚紙製のワッズ（「送り」とも呼ばれた）、散弾をハンドロードして使用する。材質の特性上、口巻き（クリンプ）は行わず、散弾は紙ふたと蝋止めにて押さえることが多い。
日本においては村田式散弾銃の専用薬莢として、11mm村田小銃弾をベースにした30番薬莢が製造され、その後12番や20番などの散弾銃用規格も順次製造されていった。旧JIS規格においては、後述の紙薬莢とは各部の寸法が異なり、同じ番径でも両者に互換性はない。
発射圧の高いライフル薬莢や材質の弱い紙薬莢と異なり、丁寧に扱えば半永久的に使用し続けることも可能であったが、近年では黒色火薬銃の老朽化と需要の減少により、日本・欧米共に使用の機会は激減している。現在では国内メーカーでこの薬莢を製造しているメーカーは皆無であるが、海外では12番や20番などのごく一般的なものについてはプレス製薬莢が、ブラジルのコンパニア・ブラジレイラ・デ・カルトゥショス(CBC)社が展開するMagtechブランドで市場供給が継続されているため、経済産業省の個人輸入申請を行うことで現在でも入手することが可能である。
紙薬莢（紙ケース）
無煙火薬登場後に使用が始まった形式。ロンデルと呼ばれる雷管とリム周辺の部分のみが金属（真鍮、若しくは軟鉄の真鍮めっき）で、散弾が収められる部分は厚紙でできている。黒色火薬または無煙火薬、羊毛やフェルト製のワッズ、散弾をハンドロードして使用する。柔らかい材質のため、口巻きはロールクリンプと紙ふたを併用することがほとんどで、発射圧により変形しやすいため、多くとも数回程度の再使用が限界であった。
日本においては1886年(明治19年)に輸入銃専用薬莢の「エレー規格紙薬莢(当初は装填紙薬筒と呼ばれた)」として紹介され、1916年(大正5年)に豊島洲吉や飯島魁らの要請により帝国陸軍造兵廠により初の国内製造が行われるが、この時に製作された陸軍造兵廠の紙薬莢製造機材は1919年(大正8年)に民間払い下げの形で放出され、この製造機材を元にして帝国薬莢株式会社(TYK)が設立された。1923年(大正12年)になると、日本化薬・中外火工・帝国薬莢の三社が合同で紙薬莢を用いた既製装弾の製造に踏み切り、この国産初の装弾を「桜装弾」として販売したが、当時の狩猟家のほとんどは真鍮薬莢に黒色火薬を用いており、日中戦争の勃発後は猟銃の新規製造が禁止されたこともあり、あまり広くは普及しなかった。
戦後、日本国内では終戦直後より日邦工業がハンドロード用紙薬莢の販売を開始、1960年(昭和35年)には旭精機が紙薬莢を用いた工場生産装弾の量産を開始したことが契機となり一挙に普及した。旧JIS規格においては、真鍮薬莢と共に「紙薬莢」として規格化が成されている。
後年になって工場装弾ではスタークリンプのものも登場したが、現在ではプラスチックケースの普及によって、工場装弾でも紙薬莢を用いる装弾メーカーはごく少数となっている。
プラスチックケース
工場生産装弾登場後に使用が始まった形式。基本構造は紙薬莢とほぼ同一であるが、散弾が収められる部分がプラスチック製なのが特徴。無煙火薬、プラスチック一体成型のカップワッズ、散弾をロードして使用する。口巻きは従来のロールクリンプの他にスタークリンプが使用できるようになったのが特徴で、工場における生産性が一挙に向上したことから、現在の装弾の主流となっている。日本においては1968年(昭和43年)前後より旭精機、日邦工業、旭SKBなどの国内装弾メーカーが海外企業とも提携し、相次いでプラスチックケースを用いた工場生産装弾の生産を開始したことで紙薬莢からの転換が進んだ。
規格上は紙薬莢と同じサイズのため両者には互換性があるが、戦前の紙薬莢規格の古い銃（ダマスカス銃身の銃など）で使用する場合には黒色火薬への詰め直しを行う必要がある。

### 口径による種類
ゲージ番号は1ポンドの鉛球の（1/ゲージ）直径に対する一定の割合の実包を使用できる口径を持つ物をさす。
2番(2ゲージ・2GA)、4番（4ゲージ・4GA）、6番（6ゲージ・6GA）、8番（8ゲージ・8GA）
口径が1/2、1/4、1/6、1/8 ポンドの鉛球に相当する直径の実包を使用するもの。無煙火薬ではなく黒色火薬の時代に使用された。ケースは真鍮ケースを用いる。現在これらの口径を持つ散弾銃の製造はほとんどされておらず、僅かにKS-23というロシア連邦の23mm口径ライアットガンのバリエーションの一つに4番の設定が見られる程度である。この4つ以外にも数多くの番径が存在したが、これらの口径の薬莢は多くの場合、パントガンと呼ばれる平底船積みの巨大な鳥撃ち砲のために用いられた。
10番（10ゲージ・10GA）
口径が1/10ポンドの鉛球に相当する直径19.6ミリ(約0.775インチ)の実包を使用するもの。充填可能な火薬量及び散弾質量が大きくなるため強力な破壊力を持つ。日本国内では10番以上の口径を持つ散弾銃は過度の多獲狩猟につながるとしてトド、熊などの大型獣の捕獲を目的とした場合以外は所持と使用を制限されている。
12番（12ゲージ・12GA）
口径が1/12ポンドの鉛球に相当する直径18.4ミリ(約0.729インチ)の実包を使用するもの。世界的に最も多く用いられている口径。日本国内では一般に許可される実質的に最大口径である（銃刀法上の最大口径は8番）また、クレー射撃公式競技は基本的に12番が使用される。
16番（16ゲージ・16GA）
口径が1/16ポンドの鉛球に相当する直径16.8ミリ(約0.663インチ)の実包を使用するもの。海外ではレミントンM1100などのモデルで使用できるが、日本では12番や20番ほどメジャーな番径ではない。
20番（20ゲージ・20GA）
口径が1/20ポンドの鉛球に相当する直径15.6ミリ(約0.615インチ)の実包を使用するもの。口径が小さく12番に比べ破壊力が弱いため主に鳥や小動物猟に使用されるが、反動も軽いため日本・海外共に女性や射撃入門用の散弾銃としての需要も多く、12番に次いで世界的に広く用いられている口径である。また、12番に比較して良好な弾道特性を生かしてライフルドスラッグ・サボスラッグに特化した銃にも用いられることが多い。
24番（24ゲージ・24GA）
口径が1/24ポンドの鉛球に相当する直径14.7ミリ(約0.579インチ)の実包を使用するもの。19世紀に軍用銃として用いられたマスケット銃とほぼ同じ口径(58口径)であり、かつては20番・28番と並び小動物猟や入門者向け口径として利用されていたが、現在では海外でも既製実包は稀少で、真鍮薬莢を用いる旧式銃を除いてはほとんど使われていない口径となっている。
28番（28ゲージ・28GA）
口径が1/28ポンドの鉛球に相当する直径14ミリ(約0.55インチ)の実包を使用するもの。威力も反動も24番より更に弱い。海外では現在もユース・モデルと呼ばれる若年入門者向け狩猟銃の口径としてそこそこの需要があるが、日本では16番と同じくあまりメジャーでない番径のため、日本で販売されている銃の中でこれに該当するものはあまり多くはない。かつては軍用銃を改造した旧式の村田銃でも後述の30番と並びよく用いられた番径でもあるが、日本の旧JIS規格上は口径が13.5ミリとなっている。
30番（30ゲージ・30GA）
口径が1/30ポンドの鉛球に相当する直径12.3ミリの実包を使用するもの。明治中期に村田銃の民間払い下げに際し11mm村田ライフル薬莢をベースに砲兵工廠で製造された日本独自の番径で、真鍮ケース専用の規格。軍用銃を改造した旧式の村田銃専用と呼んでもよい口径で、現在ではほとんど使用されていない。
32番（32ゲージ・32GA）
口径が1/32ポンドの鉛球に相当する直径13.3mm(約0.526インチ)の実包を使用するもの。黒色火薬の時代に使用された海外の真鍮ケースの規格で、現在ではほとんど使用されていない。
36番（36ゲージ・36GA）
口径が1/36ポンドの鉛球に相当する直径12.8ミリ(約0.506インチ)の実包を使用するもの。黒色火薬の時代に使用された真鍮ケースの規格で、現在ではほとんど使用されていない。実際に英国以外の欧州諸国で製造された36ゲージ薬莢は、その多くが「口径12mm、インチでは.410インチとして表されるが、後発の410番とは互換性がない」という状況が常態化しており、後世の分類上の混乱を引き起こしていた。旧式の村田銃でも用いられた番径であるが、日本の旧JIS規格上は口径が11.3ミリとなっており、英国規格とも欧州で流通した36ゲージ薬莢とも異なっている。
40番（40ゲージ・40GA）
口径が1/40ポンドの鉛球に相当する直径12.4ミリ(約0.488インチ)の実包を使用するもの。黒色火薬の時代に使用された真鍮ケースの規格で、現在ではほとんど使用されていない。旧式の村田銃でも用いられた番径であるが、日本の旧JIS規格上は口径が10.3ミリとなっている。
410番（.410口径・410ゲージ・410GA）
口径が0.410インチ（10.4ミリ）の実包を使用するもの。410ゲージとも呼ばれることがあるが、0.410インチは厳密には1/67.62ポンドの鉛球に相当するため、ゲージで表すと67.62ゲージとなる。元々は英国のエレー・ブラザーズが19世紀中頃に発表した規格で、下位には.360口径と呼ばれるものも存在していた。
20番より更に破壊力も弱いため主に近距離の鳥や小動物猟、罠猟での止め矢に使用される。20番同様海外では女性や若年者、射撃入門用の散弾銃として専用モデルも少なくない。口径がライフル弾に近く、強装薬のマグナム実包なども用意されているため、旧式ライフル銃やフリントロック銃に改変を加えたバリエーションとして商品化されている銃もある（ウィンチェスターM9410など）日本ではライフル所持に較べ散弾銃が比較的容易に所持できることから、三八式歩兵銃等の旧式のライフル銃を410番用に改造しスラッグ射撃用散弾銃として所持できるようにした商品もある。
9.1mm（9.1GA）
直径9.1mmの実包を使用するもの。黒色火薬の時代に使用された海外の真鍮ケースの規格で、現在ではほとんど使用されていない。
7.6mm（76番）
直径7.3mmの実包を使用するもの。黒色火薬の時代に使用された日本の真鍮ケース専用の規格で、旧式の村田銃を除いてほとんど使用されていない。

### 用途による種類

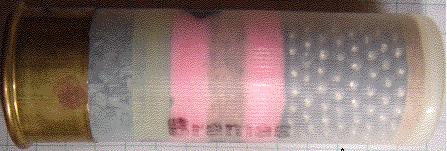
バードショットの一例、12ゲージ8号弾。

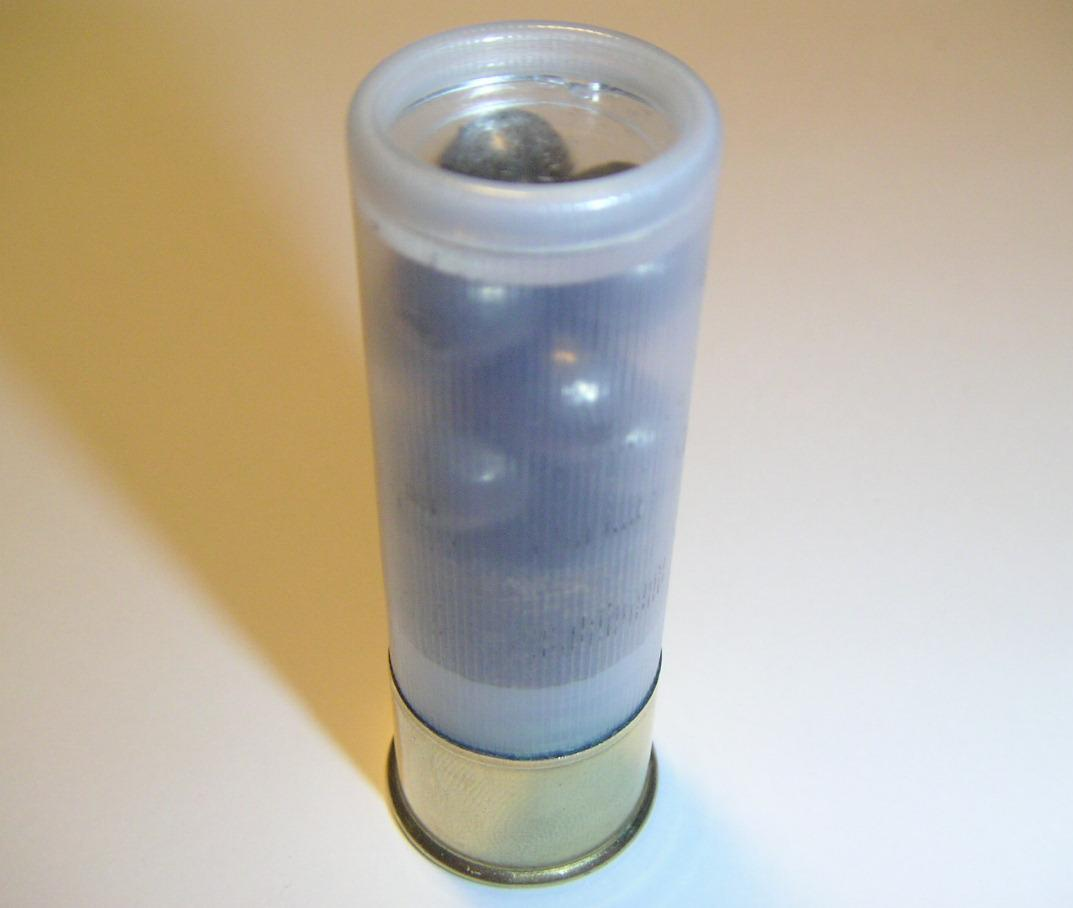
バックショットの一例、12ゲージ9粒弾。

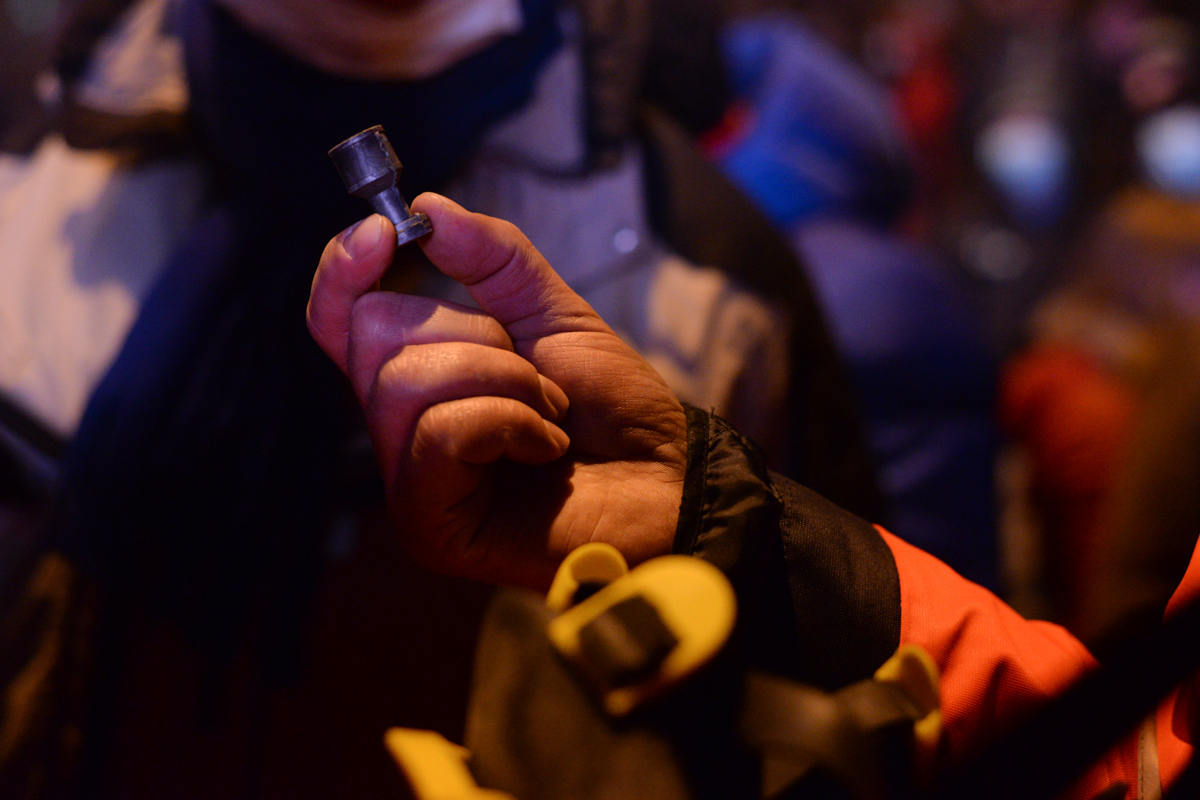
旧ソビエト連邦諸国で広く用いられているスラッグ弾頭の一つ、ルビーキンスラッグ。ダンベルに似た形状で、真鍮や銅などから削り出して作られることが特徴である。写真は2014年ウクライナ騒乱にてウクライナ警察特殊部隊によりユーロマイダンの抗議者に向け射撃されたとされるもの。

バードショット（1-10号〈7号からは間に7・1/2号、8・1/2号、9・1/2号が入る〉）
鳥や小動物猟用の弾。小粒の弾を多数（数十-数百個）発射する。7・1/2号はトラップ射撃、9号はスキート射撃に使用される。
| 号数  | 直径   | 鉛弾10g当たりの個数 | 軟鉄弾10g当たりの個数 |
| ----- | ------ | ------------------- | --------------------- |
| TT    | 5.84mm | 8                   | 12                    |
| T     | 5.59mm | 10                  | 14                    |
| FF    | 5.33mm | 11                  | 16                    |
| F     | 5.08mm | 13                  | 19                    |
| BBB   | 4.83mm | 15                  | 22                    |
| BB    | 4.57mm | 18                  | 25                    |
| B     | 4.32mm | 21                  | 30                    |
| 1     | 4.06mm | 25                  | 36                    |
| 2     | 3.81mm | 30                  | 44                    |
| 3     | 3.56mm | 37                  | 54                    |
| 4     | 3.30mm | 47                  | 68                    |
| 5     | 3.05mm | 59                  | 86                    |
| 6     | 2.79mm | 78                  | 112                   |
| 7     | 2.54mm | 120                 | 174                   |
| 7 1/2 | 2.41mm | --                  | --                    |
| 8     | 2.25mm | 140                 | 202                   |
| 8 1/2 | 2.16mm | --                  | --                    |
| 9     | 2.03mm | 201                 | 290                   |
| 10    | 1.75mm | --                  | --                    |

ラットショット
バードショットよりもさらに小さいラットショットまたはスネークショットとも呼ばれるネズミや蛇などの小動物を撃つことを目的としたごく小さい散弾がある。
直径1.3mm（0.05）程度の大きさの散弾で主に拳銃弾として売られている。
バックショット（000B、00B、0B-4B、MB、6粒 9粒弾）
鹿などの中型動物猟用の弾（buck―牡鹿）12番で6-9発の弾丸を発射する。また、軍用でも使われる。
000Bはトリプルオーバック、00Bはダブルオーバックと読む
12G散弾の場合000Bは6粒00Bは9粒の装弾である。
| 号数  | 直径  | 鉛弾10g当たりの個数 |
| ----- | ----- | ------------------- |
| 000B  | 9.1mm | 2.2                 |
| 00B   | 8.4mm | 2.9                 |
| 0B/SG | 8.1mm | 3.1                 |
| SSG   | 7.9mm | 3.4                 |
| 1B    | 7.6mm | 3.8                 |
| 2B    | 6.9mm | 5.2                 |
| 3B    | 6.4mm | 6.6                 |
| 4B    | 6.1mm | 7.4                 |

スラッグショット（一粒弾）
熊、猪など大型動物猟用の弾。散弾ではなく単発弾（slug：スラッグ、スラグ）であるため、発射直後の弾丸の運動エネルギーは大口径ライフル並みであるが、装薬の性質と重い弾頭重量により初速が遅く、大きい弾体形状により空気抵抗が大きく速度低下が大きいため遠距離では威力が落ちる。近接戦闘では屋内突入時にドア破壊（錠前や蝶番。ドア自体を破ることは能力的に不可能で、クロウバーや破城鎚を使う）にも使われるため「ドアブリーチャー」や「マスターキー」とも呼ばれる。
スラッグショットは大きく5つの種類に分類される。
- 丸弾：文字通り球状のものだが現在では火縄銃・村田銃などの旧式銃でハンドロードを行う場合以外ではあまり使われていない。日本の既製装弾では日本装弾製の「ジャガーG」装弾のみがこの形状の弾頭を採用していたが、2017年現在は製造されていない。丸弾は米国ではパンプキン・ボールとも呼ばれているが、スムースボア銃身で発射した場合弾頭に回転力が掛からないためにマスケット銃と同じく、有効射程が極端に短いことが弱点となる。スムーズボア銃身で発射された丸弾は、野球のナックルボールのように落下する弾道を取ることとなり、ライフリング銃身で発射された丸弾はジャイロボールのように放物線の弾道を取る。丸弾で理想的な直進性を実現するには、マグヌス効果を最大限得るためにエアソフトガンのホップアップシステムのようにバックスピンを掛けることが望ましいが、ライフルドスラッグなど精度がより高い弾頭を容易に選択できる散弾銃では、敢えてその様な構造を実現することが現実的な選択肢とは言いがたい。

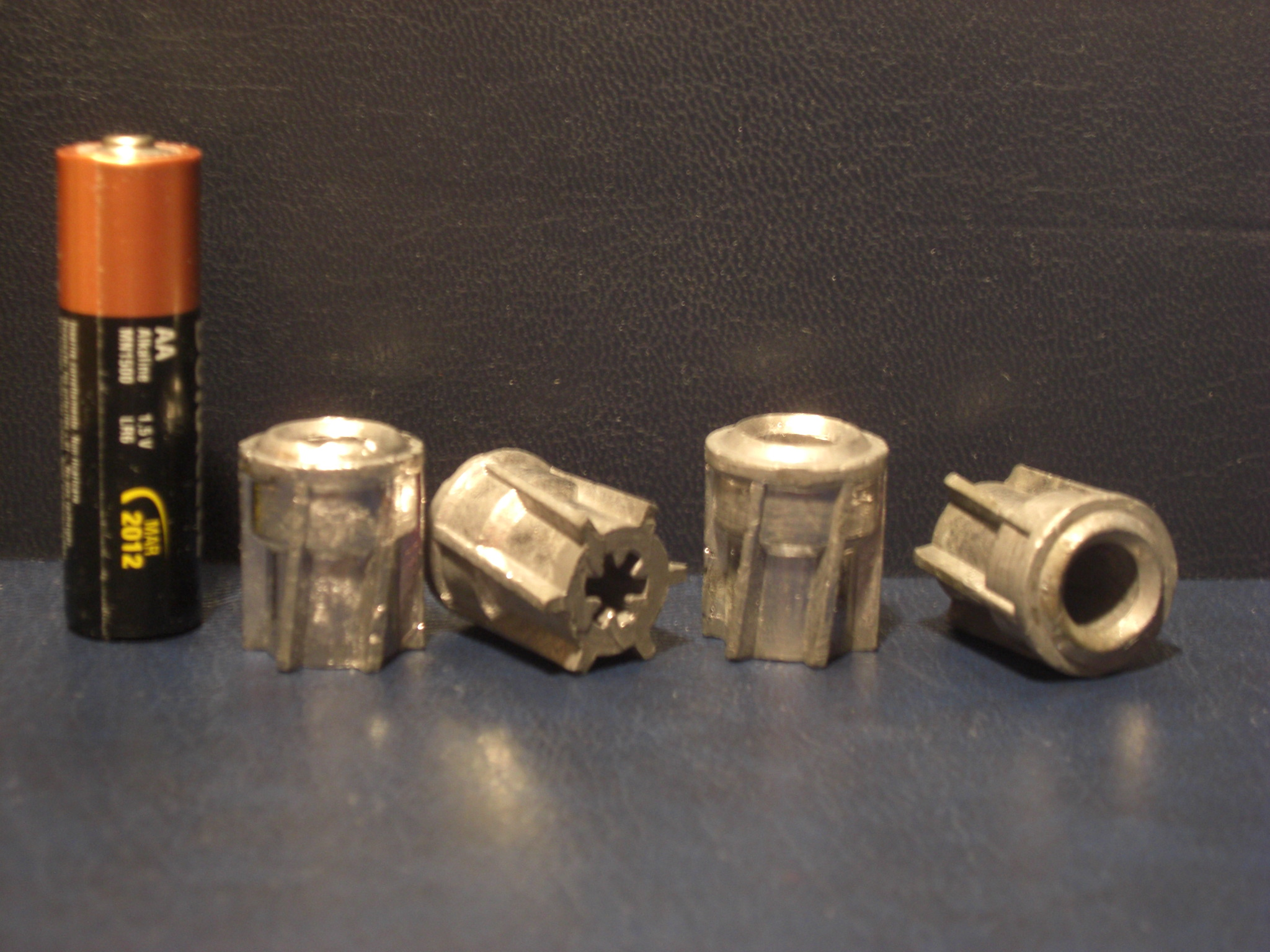
ロシア製の鼓弾、メイヤースラッグ。

- 鼓弾：エアライフルのペレット弾に似た鼓形状の弾頭。戦前にドイツにて「アイデアル」弾として発表された物が著名である。1902年にドイツ人銃工のフリードリヒ・シュテンドバッハにより特許取得されたアイデアル弾は、弾頭中央にテーパー状の風切り穴が空いていて、内側に3枚のプロペラ状の風切り羽が付けられており、これにより空気抵抗でジャイロ効果を発揮するとされていた。しかし、鋳造に手間が掛かる上に、実包に挿入される際には弾頭の後方に密着する形でワッズが配置されるため、実際の発射時には風切り穴がワッズに塞がれる形になってしまい、風切り穴が機能せず横転弾となることが多く、後発の初期型フォスタースラッグと比べて直進安定性に劣る結果を招いたことから、戦後は新型ライフルドスラッグの普及と共に、アイデアル弾の形式は完全に廃れてしまった。現在ではテーパー穴の空いていない形状の弾頭がサボスラッグの弾体として使用されることが多いが、ロシア連邦ではアイデアル弾に極めて類似しており、弾頭外側にも風切り羽を設けたメイヤースラッグと呼ばれるものが広く用いられているという。

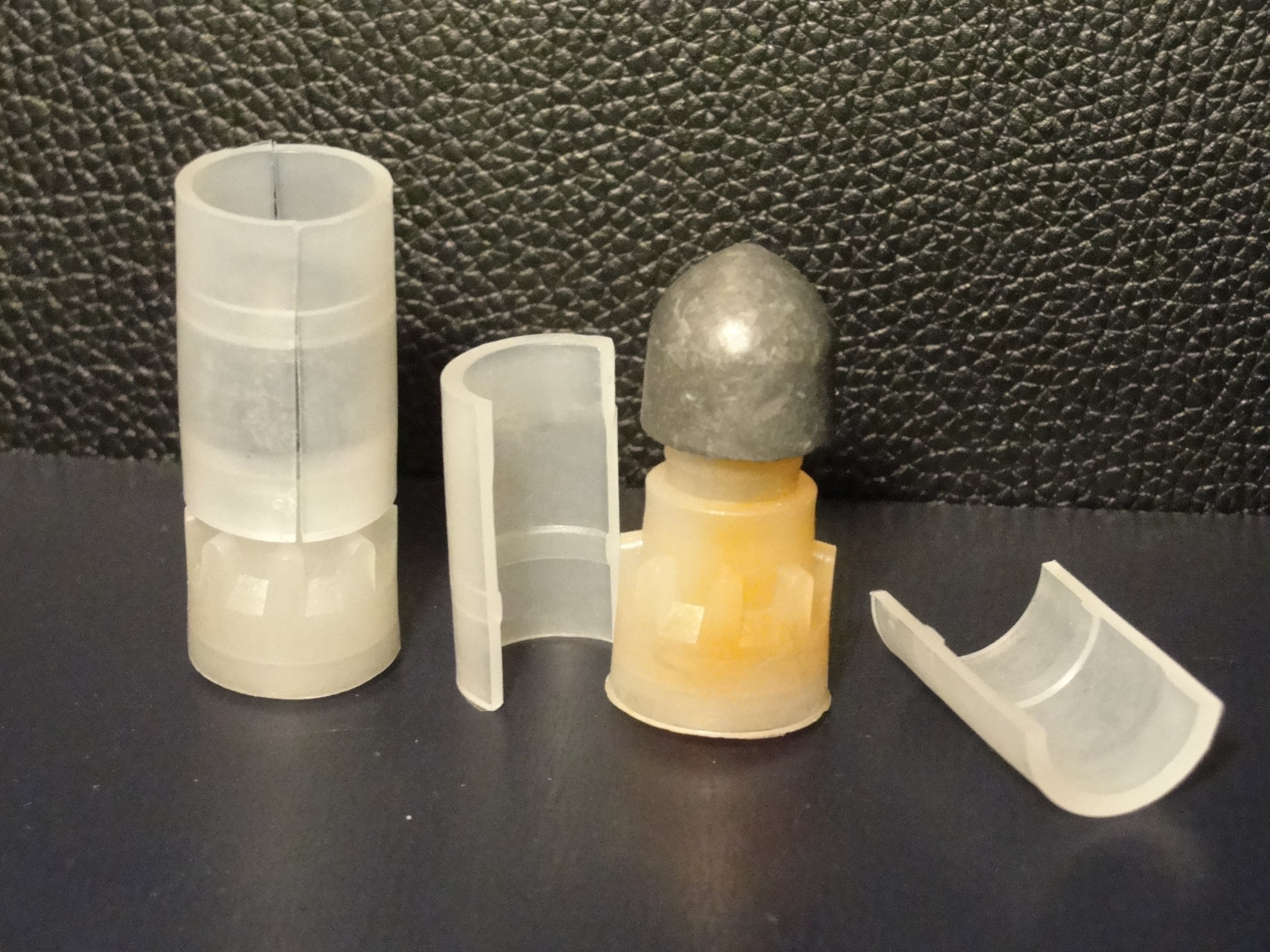
フォスタースラッグの一例、ロシア製のポレフスラッグ。

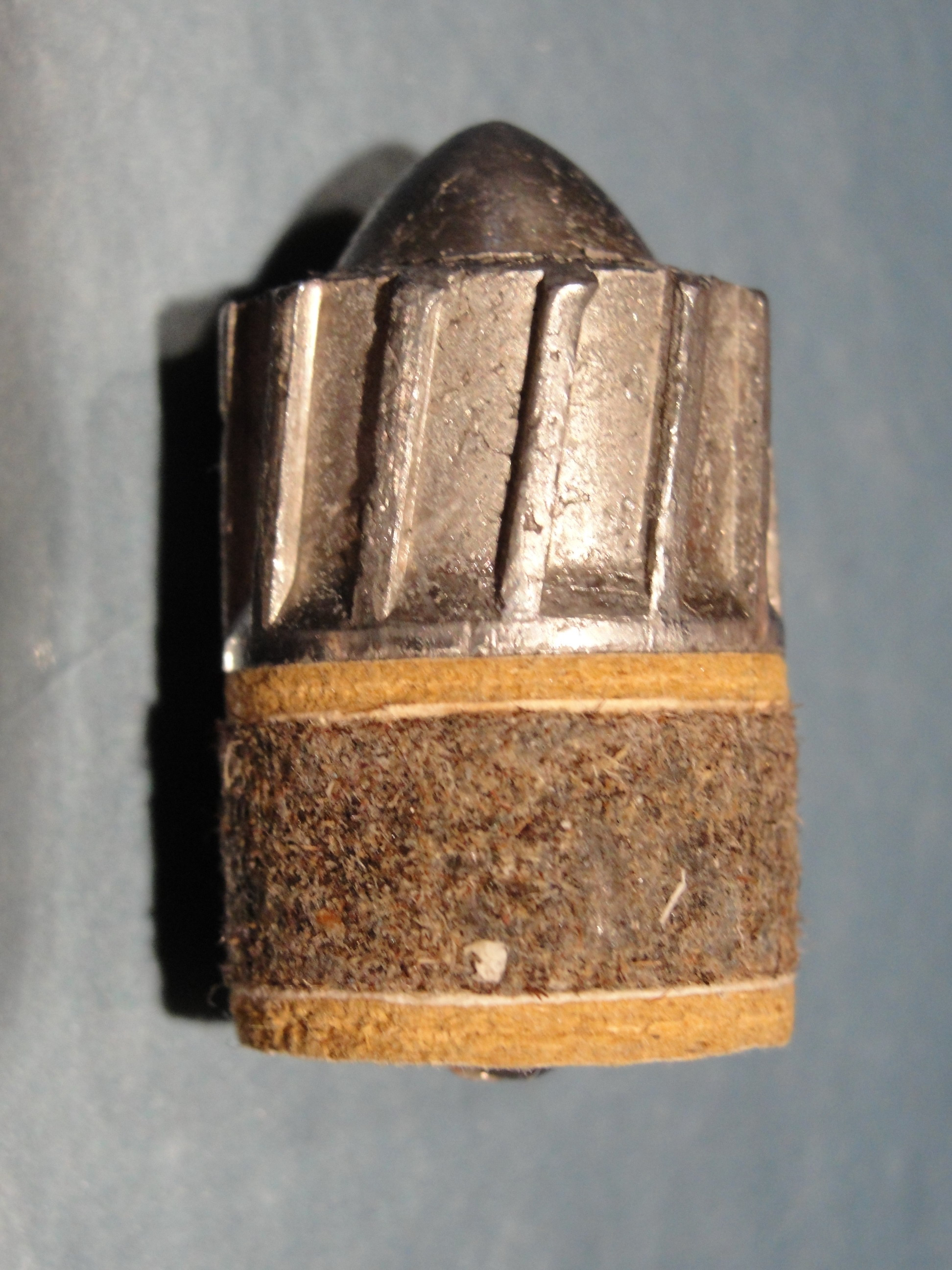
ブリネッキスラッグ弾

- フォスタースラッグ：カール・M・フォスターにより1931年にアメリカで発表され、1947年に特許取得された弾。「坊主頭」の意で、釣鐘状の形状で内部は中空とすることで全体の重心を前方に移し、バドミントンのシャトルコックの原理で直進性を確保することを目指した弾。後にチョーク保護用に側面に溝がついたライフルドスラッグに発展した。現在でもライフルドスラッグで弾頭部分が半球型になっているものをフォスタータイプと呼ぶことがある。ロシア連邦では後述のプラムバタスラッグに似たプラスチックワッズを装着したものが、ポレフスラッグの名称で普及しているという。

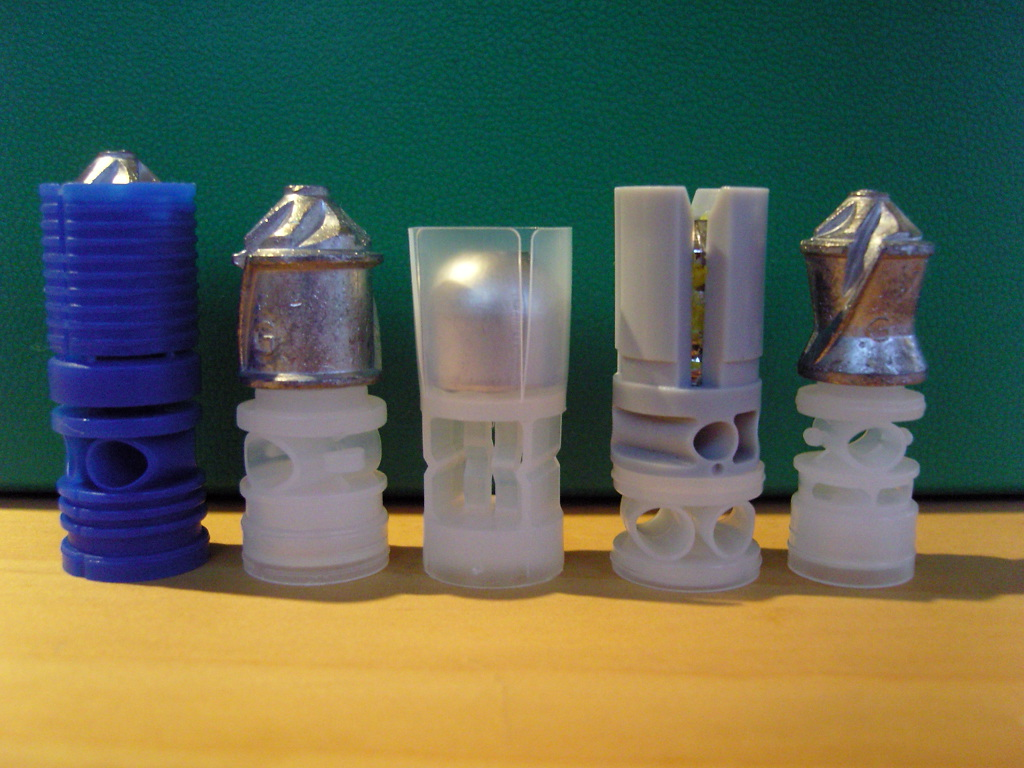
近年になって登場してきたプラムバタスラッグやワッズスラッグ(IDS)の一例。左よりグワランディ社製「パラ・ガルボ」(IDS)、グワランディ社製「ボーラ」(プラムバタ、12GA)、リー・プレシジョン社製「ドライブキー」(ワッズ)、バリスティック・プロダクツ(BPI)社製「LBC」(IDS)、グワランディ社製「ボーラ」(20GA)。

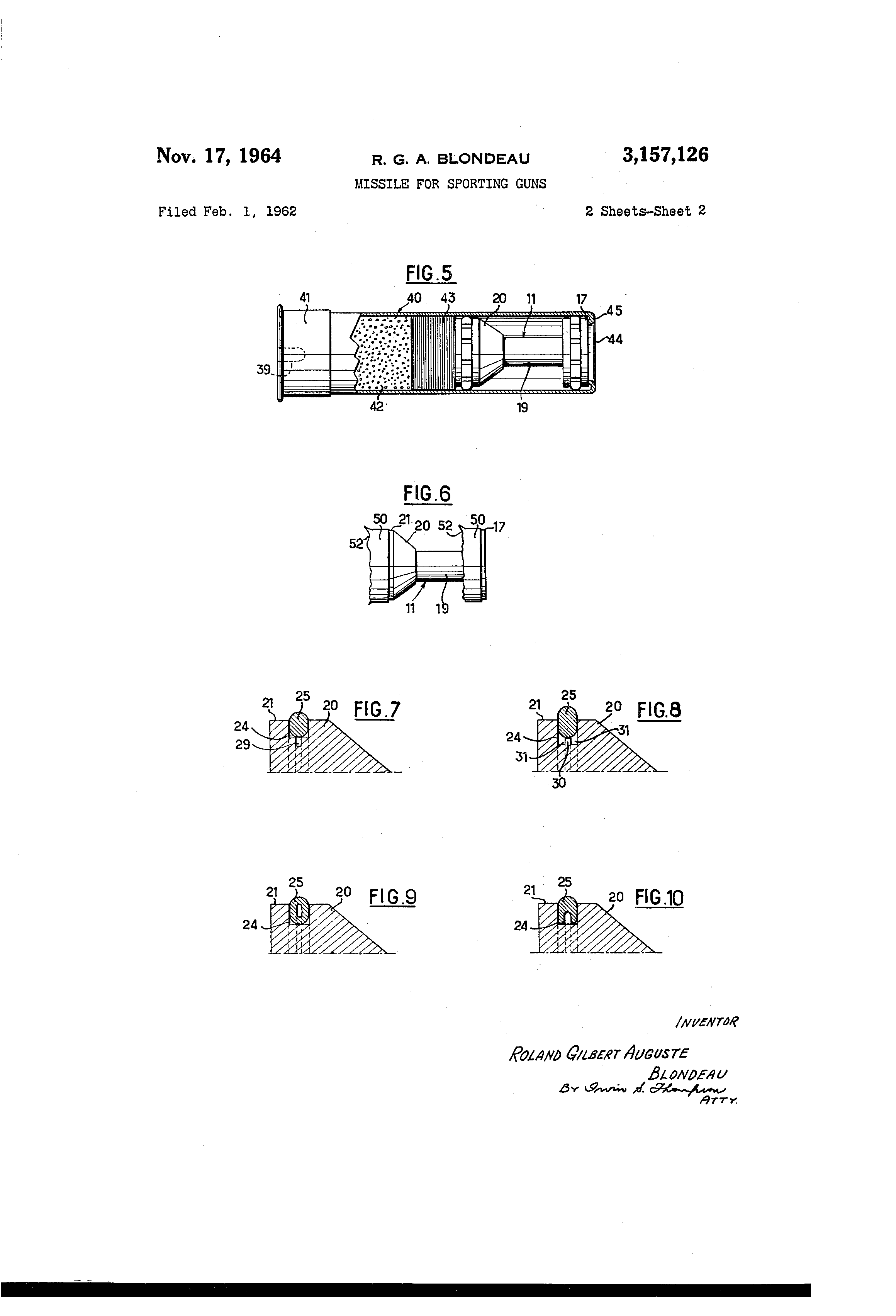
ルビーキンスラッグの元となったフランスのスラッグ弾頭、ブランドースラッグ
。真鍮や鉄から削り出して作られ、銃身との密着性の向上のために、鉛製のピストンリングが装着されていることが特徴である。

- ライフルドスラッグ：弾体側面にらせん状の溝があるスラッグ弾。基本構造はフォスタースラッグと同一で、フォスタースラッグの産みの親であるカール・フォスターが1943年に特許取得を行った際に螺旋溝の要素が追加された。溝については当初風を切り弾体に回転を与える目的でつけられたが、後に効果がないことが分かった。ただし銃身との摩擦を減らすとともにチョークをスムーズに抜ける役割があるため、現在も溝は残されている。ライフルドスラッグはシリンダー若しくはインプ・シリンダーチョークでの発射が推奨されており、フルチョークなどの銃身で発射するとチョークの摩耗を促進するばかりでなく、集弾性も低下してしまう。
- ブリネッキスラッグ：ライフルドスラッグの中でも、ドイツのブレネケ社製の弾頭は特にこの名称で呼ばれる。原型はヴィルヘルム・ブレネケにより1898年に発明され、現在まで様々な改良が加えられている。ブリネッキスラッグは砲弾型の弾頭の後部に羊毛ワッズをネジ止めすることで、ワッズが凧の尾の役割を果たしシャトルコック効果をより強力に発揮することで、高い直進安定性を実現した。今日でも羊毛に代わり、フェルトワッズを用いたものが広く用いられている。
  - プラムバタスラッグ: ブリネッキスラッグを更に発展させ、弾頭後部に長いプラスチックワッズを差し込むことで、更に直進安定性を向上させたもの。原型はブレネケ社により2002年に特許取得され、その後他国の弾頭メーカーでも類似した構造のスラッグ弾が作られるようになり、今日ではブレネケ社のブリネッキスラッグも含め、弾頭後部に長いプラスチックワッズが差し込まれたスラッグ弾頭全般をこの名称で分類するようになった。ブレネケ社以外では、イタリアのグワランディ社のボーラスラッグがブリネッキスラッグと類似した構造を採用しており、2017年以降日本装弾のレッドバード装弾に用いられていることで、日本でも知名度が上がってきている。

- サボスラッグ：弾体をプラスチック製のサボ（サボット、ジャケット）で包み、ライフリングを施した銃身（ライフルドバレル）によって旋回させ撃ち出すもの。銃腔内の腔圧を向上させる目的で弾頭にサボを被せる発想そのものは前装砲の時代から存在しており、1864年には米国特許が取得されているが、散弾銃向けのものが米国特許上に初めて現れるのは1966年、今日のサボスラッグと同様の弾頭が特許取得されるのは1970年のことである。100m付近までの精度はライフルに迫りライフルドスラッグに比べ遠射性に優れているが、日本では銃刀法により銃身のライフリングは全長の1/2に制限されている。サボスラッグは遠射性以外にも、銃身内部を鉛残渣で汚しにくいという利点も存在しているが、スムースボアの銃身での発射は横転弾が発生しやすいこともあり、ライフルドチョークを装着した場合を除いては推奨されていない。
  - ワッズスラッグ: 通常のサボスラッグの性能が発揮できないスムースボア銃身において、サボスラッグの利点の一つである「銃身内部を鉛残渣で汚しにくい」特性を獲得する目的で考案されたもの。米国ではリー・プレシジョン社が鋳造鋳型という形で市場に提供している、フォスタースラッグの中空部分に補強用の仕切りを設けたキー・スラッグ(またはドライブキー・スラッグ)と呼ばれるものが著名であり、通常のフォスタースラッグより外径がやや小さい弾頭を、通常のバードショット実包でも用いられているカップワッズをそのまま転用する形で装着してショットシェル内に装填する。ブリネッキスラッグを含むプラムバタスラッグでも、棒状のプラスチックワッズの代わりにカップワッズを用いたものが提供されており、発射後にワッズが弾頭から脱落することから「インパクト・ディスカーディング・サボット(IDS)」と分類されている。ワッズスラッグはライフルドスラッグやブリネッキスラッグなどと比較して銃腔を汚しにくい反面、腔圧が高くなりがちな欠点も存在している。

- その他: これらの他にも世界各国にはそれぞれの国の銃工が独自に考案し、伝統的に使用されてきた様々な形状のスラッグ弾頭や鋳造鋳型が存在しており、TAOFLEDERMAUSなどのYouTuberがハイスピードカメラを用いたレビューを行っているが、日本でも既製実包として普及しているライフルドスラッグやブリネッキスラッグなどに類した形状以外のものは、総じて横転弾になってしまうことが多いことが報告されている。横転弾の発生は集弾性には大きな悪影響を与え、静的射撃に於いて銃器の改造により正確性を向上させていく上では絶対的に排除されるべき要素であるが、大型獣を獲物とする狩猟に於いては、そもそもバックショットの有効射程(約25-45m)以下の近距離でしか射撃しない場合、横転弾の発生をリスクとしてそれ程深刻に考慮する必要性が低いとも言われている。
  - カットシェル: バードショットなどの散弾実包を用いて即興で製作されるスラッグ弾頭。紙製または樹脂製散弾実包のシェル部分をカップワッズの根本付近で全周に渡り切断することで、カップワッズから前方の散弾実包全体を直接標的にぶつける即席のスラッグ弾頭として利用できるようになる。元々は世界恐慌期の欧米にて、鳥猟の最中にクマやイノシシなどの危険な大型動物に遭遇した場合に、これを追い払い獣害の危険を回避する目的でハンティングナイフを用いてその場で製作され使用されたものであるが、当然ながら上記のスラッグ弾頭程の威力や正確性は期待できず、横転弾の発生でワッズと散弾がバラバラに飛散してしまったり、射撃の際に実包先端のクリンプが開いて散弾とカップワッズのみが発射されてしまい、銃身内にシェルの一部が残存することで、次弾発射時に銃身を破損する危険性も存在している。
  - ワックススラッグ: 世界恐慌期にカットシェルの技法が使えない真鍮薬莢にて編み出された技法で、バードショットとしてハンドロードした実包に、溶かした蝋を流し込んで散弾を完全に固めてしまうことでスラッグ弾頭の代わりに用いることができるというものである。サイドアームとしての拳銃の所持が難しい場合に於いて、緊急避難の手段として限定的に用いられていたカットシェルと異なり、ワックススラッグは鳥猟を装って鹿を密猟する用途で用いられたとされている。ワックススラッグの技法そのものは、今日の紙製または樹脂製散弾実包でも口巻の部分を切り落として蝋を注ぎ込むことで再現することが可能であり、カップワッズも含めて散弾全体をくまなく固化することができた場合には、発射の衝撃でもワッズと散弾が分解することなく標的に着弾することや、低品質のワッドカッター程度の弾道特性、通常のスラッグ弾頭に比肩しうる破壊力が得られることが確認されている。

### 全長による種類
実包は規格により全長が定められている。この場合の全長とは散弾やスラッグをクリンプする前のケース長であり、適合した長さの薬室で発射する必要がある。12番の場合は標準が2・3/4インチであるが、ケース長を伸ばした3インチのものもある。3インチの実包は、より大きな破壊力と遠射性を得るために薬量や弾重量を増やしたもので、3インチマグナムとも呼ばれる。鉛散弾においては純粋に射程と散弾量のさらなる増大のために3インチケースが用いられるが、軟鉄散弾では2・3/4インチクラスの鉛散弾と同様の威力を確保できるように薬量を増強する意味で用いられる。3インチ薬室の散弾銃では2・3/4インチ弾の使用が可能であるが、2・3/4インチ薬室で3インチ弾を用いるとケース先端が銃身内に入り込んで異常腔圧による銃の損傷を招く恐れがあるため、購入の際には自分の銃の薬室長を事前に把握しておく必要がある。

### 散弾重量による種類
散弾の実包はケースに収める散弾の重量による種類があり、12番の2・3/4インチ（75mm）では24グラムから32グラムまでの商品が通常弾として販売されている。クレー射撃公式競技では現在では24グラムのみが用いられるが、自動散弾銃でのクレー射撃向けに28グラムや32グラムの射撃装弾も販売されている。狩猟用では28グラム以上の物が主流であるが、クロスボルトのない一般的な水平二連銃では30グラムまでの装弾を用いることが推奨されている。
強装弾では2・3/4インチ(33グラム、36グラム、43グラム）、3インチマグナム（56グラム）がある。

## 構造による分類

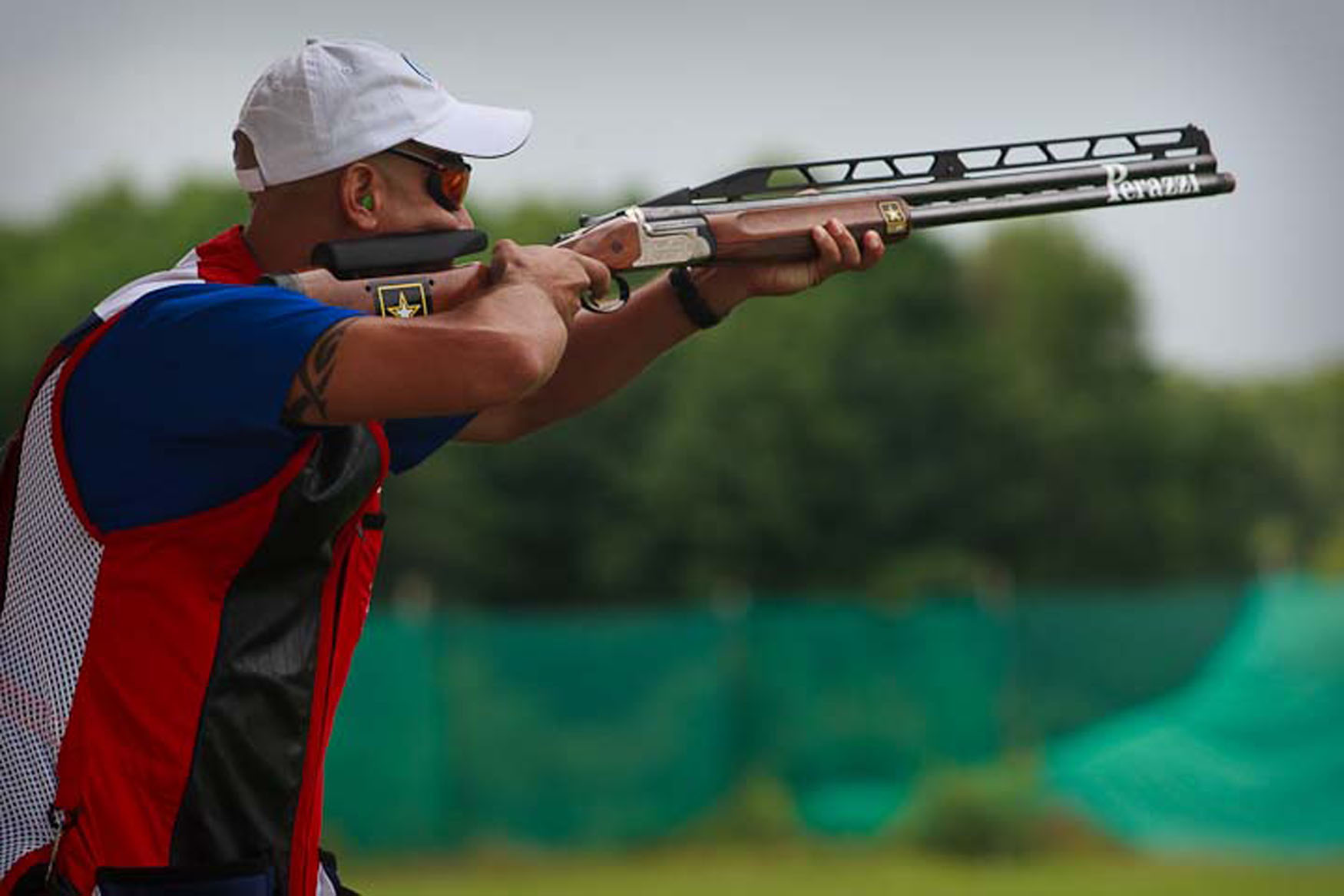
トラップ競技銃の一例。ペラッツィ製のダブルトラップ競技銃で、照星の位置を高くするために極端なハイリブ仕様となっている。

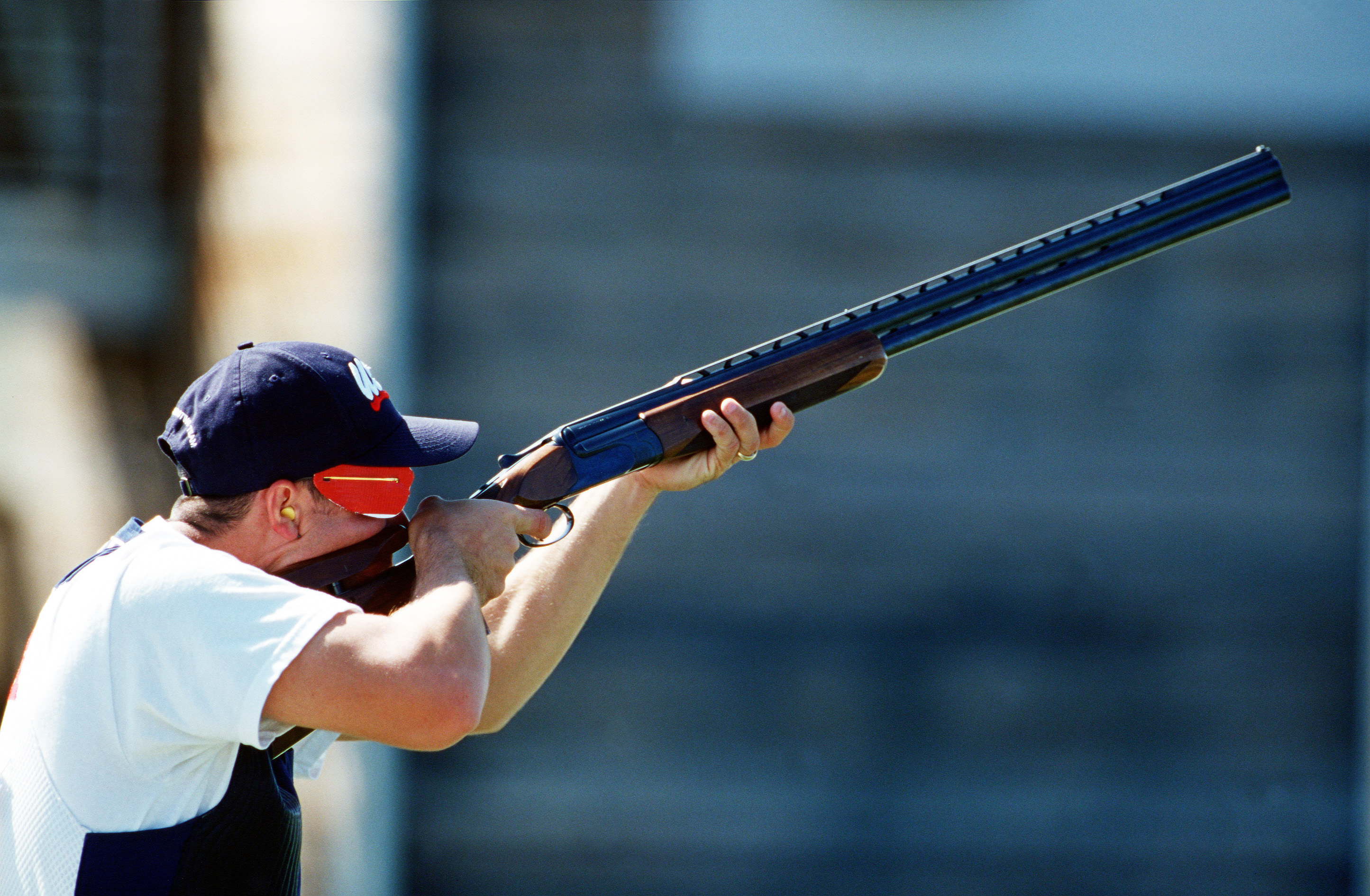
スキート競技銃の一例。こちらもペラッツィ MXシリーズで、フィールド競技銃にも採用例の多い可変ベンド銃床仕様である。

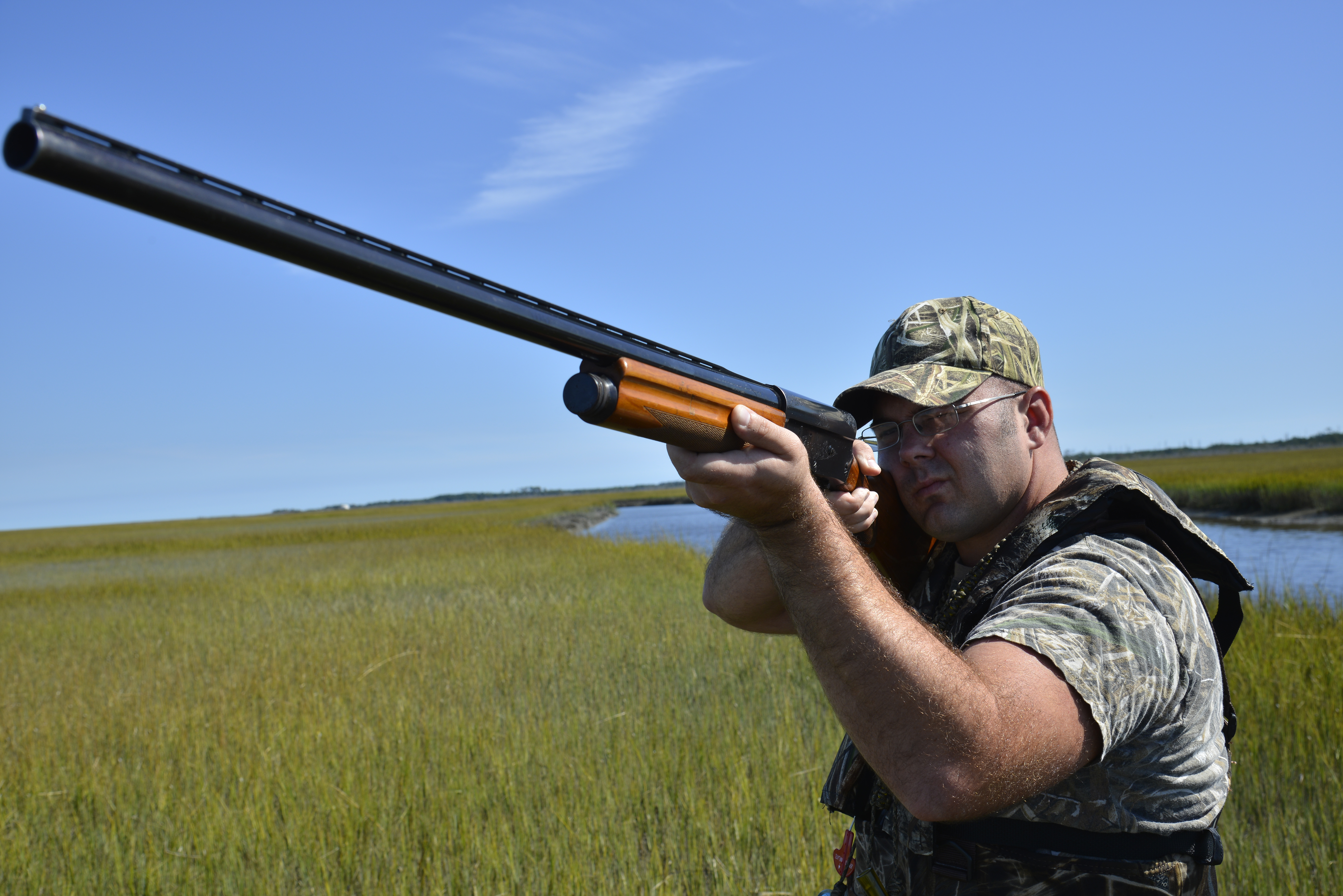
狩猟用銃の一例。ブローニング・オート5で鴨猟を行う米沿岸警備隊員。

トラップ競技銃
クレー射撃トラップ競技及びダブルトラップ競技で使用することを前提として設計された銃。ほとんどが上下二連銃である。
トラップ競技は射手から離れていく「追い矢」のクレーを撃つため、通常の狩猟銃では照星の狙点をクレーのやや上側に被せる（銃口でクレーが隠れる）ように撃つ必要があるが、トラップ銃は銃床のベントを調整し、照星をクレーに直接照準して射撃が行えるようになっている。射手から20mから50m程度の距離のクレーを狙うため、チョークはフルとインプモデの組み合わせがほとんどである。
トラップ銃は水平射撃を行う場合、照星の狙点に対して弾道がやや上に逸れるため、狩猟に使うことはあまり推奨されない。
スキート競技銃
クレー射撃スキート競技で使用することを前提として設計された銃。ほとんどが上下二連銃だが、かつてはスキート競技用の自動散弾銃が製造されていたこともある。
スキート競技は射手の目の前（約10mから15m前後）を水平に横切るクレーや、射手に向かってくる「向かい矢」のクレーを撃つため、チョークは通常の狩猟銃よりも早く散弾が散開するスキートチョークを用いる。銃床のベントは狩猟用銃にやや近い角度のため、スキート銃は遠矢を掛ける鳥猟を除く狩猟用途でも共用することが可能である。そのためスキート競技では自動散弾銃など純粋な狩猟用銃が用いられることも多い。
フィールド競技銃（スポーティング競技銃）
クレー射撃フィールドトラップ・フィールドスキートを始めとするフィールド競技で使用することを前提として設計された銃。スポーティング銃と呼ぶメーカーもある。ほとんどが上下二連銃である。
フィールド射撃競技は本来は自然界の狩猟に近い環境で、鳥に見立てた軌道のクレーを撃つため、一般的なトラップ競技やスキート競技の中間程度の角度のベントの銃床が組み合わされる。状況により様々な距離や角度のクレーを撃つ必要があることから、可変ベンド銃床や交換チョークなどの調整機構を備えた銃も多い。
狩猟用銃（狩猟銃）
狩猟で用いることを前提として設計された銃。銃種及びチョーク、銃床のベントはその銃が目的とするゲームの種類により、様々な組み合わせの物が用いられる。高級品では狩猟家のオーダーにより普及品にない角度の銃床やチョークなどが一点品として製作されることもある。また、射手の転倒や銃の落下などの際の暴発を防ぐため、競技銃に比べて複雑で堅牢な構造の安全装置や、引き代が重い引き金が採用されることも多い。
普及品においては険しい山岳地帯で持ち歩くことを想定して短い銃身や軽合金製の機関部で軽量化された物や、特に強力なスラッグ装弾やサボット装弾を撃つために分厚い銃身や鋼鉄製の機関部で頑丈に作られた物。荒天下でも銃本体の錆や吸水による銃床の変形が起こらないように、ステンレスやチタンで作られた銃身・機関部や、特殊樹脂製の銃床が組み合わされた物などが存在する。

### 元折散弾銃

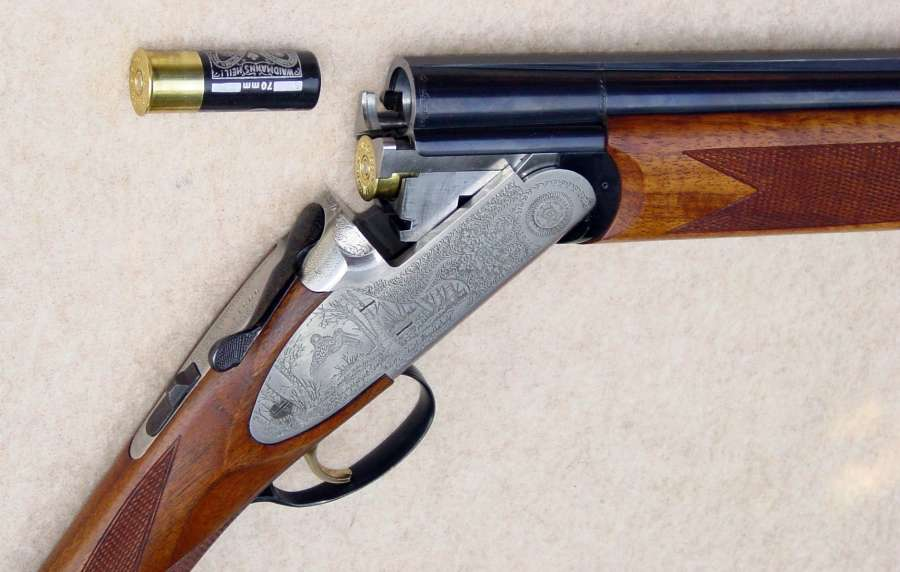
無鶏頭単引き・ボックスロック・サイドプレート仕様の上下二連銃

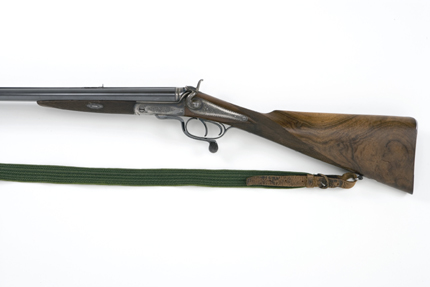
有鶏頭両引き・イングリッシュ先台・ストレートグリップ仕様の水平二連銃(1890年ごろ)

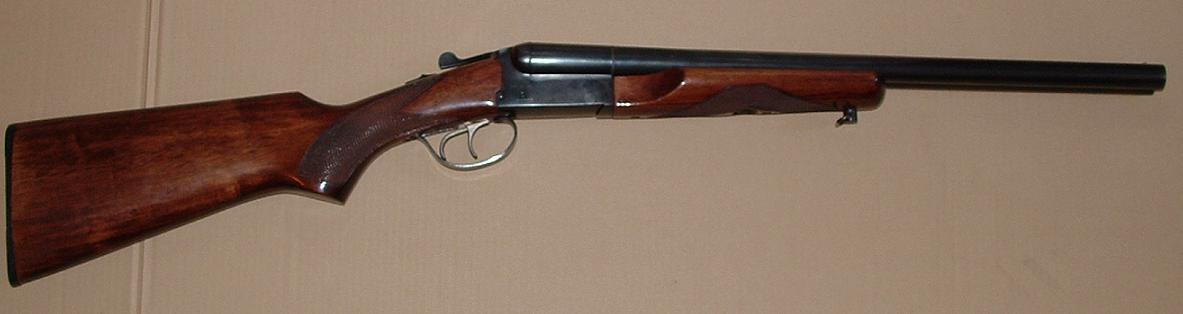
無鶏頭両引き・ビーバーテイル先台・ピストルグリップ仕様の水平二連銃(コーチガン)

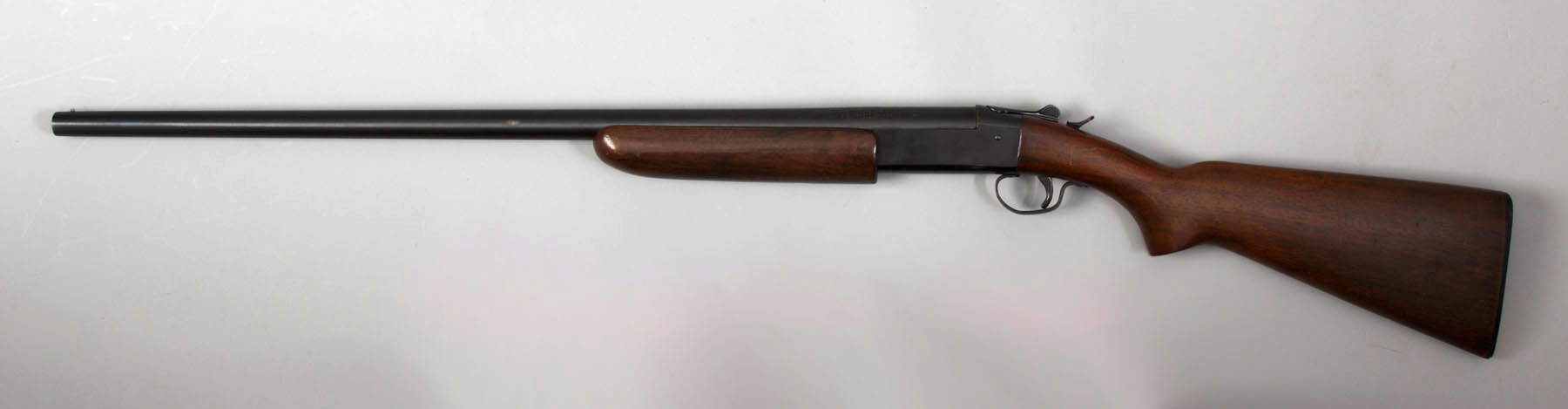
有鶏頭・ピストルグリップ仕様の元折単身銃、ウィンチェスターM37

銃器の歴史上、元折式は英国でほとんどの機構が発明された。
単身銃
銃身が1本のみの銃で、元折単身銃とも呼ばれる。後述の有鶏頭の場合、構造が単純な事から安価に製作できた為、古くから初心者や若年者向けの入門銃として広く用いられていた。今日では日本では殆ど見られない形式となってしまったが、海外では上下二連銃から銃身を1本省く形で製作され、非常に嵩高なハイリブ仕様とされた無鶏頭方式の銃がアメリカントラップ競技向けにラインナップされている他、古典的な有鶏頭でもスラッグ銃身やハーフライフル銃身で製作されたものは銃身や薬室が分厚く作られており、ボルトアクション方式以上に可動部分が少ない事から、米国では七面鳥撃ちや鹿撃ちなどの遠距離射撃を要する狩猟の他、静的射撃の用途でも用いられる。
二連銃
銃身を2本持つ銃で、水平に並ぶものは水平二連銃、上下に並ぶものは上下二連銃と呼ばれる。歴史上は水平二連が先に登場したが、今日では上下二連が支配的な地位を占めており、日本では水平二連は稀少な存在となっている。日本では散弾銃を選ぶ際、一般的に水平二連は機関部が小型で軽量の為、猟犬を連れた徒歩の鳥猟に適しているとされ、上下二連は機関部の頑丈さから多数の射撃を行うクレー射撃用途に最適であると説明されている事が多い。米国では水平二連は上下二連と比較して横幅が広い事から鳥などの動的への狙いが付けやすく、中折れ機構の開閉角度が浅い事からリロードもより素早く行えるが、機関部が軽量で銃身が横に並ぶ事から反動が大きいとされており、逆に上下二連は重めな反面銃身が縦に並ぶ事から反動を射手が制御しやすく、二発目の狙いを水平二連よりも正確に付けられる傾向があるともされている。
サイドロック(地板付銃)
撃鉄や撃鉄ばねなどの機関部品(ロック (銃器))がレシーバー横の着脱可能な金属板(地板)に取り付けられた機関部形式。元々はマスケット銃より受け継がれた技術で、撃鉄ばねに松葉ばねが使用されていた時代に、折損した松葉ばねを素早く交換できるように考案された。構造上、元台側にも機関部品の穴を穿る必要があり、製造に非常に手間が掛かることや、金属板がレシーバーの骨組みを兼ねることからボックスロックに比べて強度が弱いため、撃鉄ばねにコイルばねが使用されるようになってからは余り使われなくなった。現在では一部の高級な元折散弾銃で採用されている。
ボックスロック
撃鉄や撃鉄ばねなどの機関部品がレシーバー内に全て収納されている形式。最初のボックスロックは1875年に英国のアンソン&デイリーにより開発されたが、撃鉄ばねに折損の危険性が低いコイルばねが使用されるようになってから一挙に普及した。レシーバーの側壁も全て一体構造にできるため、サイドロックに比べて強度が高いが、機関部の分解がし難いことが短所でもある。最近ではボックスロックでも機関部の分解を容易にするため、ベレッタ DT10や新SKB製上下二連銃など、引金部と機関部を一体化し簡単にレシーバーから取り外せるようになった構造の物も登場してきた。
サイドプレート
ボックスロック散弾銃のレシーバーに、サイドロックを模した金属板を取り付けた物。サイドロックの金属板と異なり、サイドプレートの金属板は単に装飾の役割しか果たしていない。ボックスロック散弾銃の上位グレードにて採用されていることが多い。
両引き
元折二連銃において、上下若しくは左右の銃身に別々の引金が付いている形式。単引き機構が登場する以前の形式で、熟練していないと二連射が掛けづらい欠点があるが、チョークが異なる上下若しくは左右の銃身を瞬時に撃ち分けられるため、特に鳥猟を行う者の間に愛好者が多く、現在でもこの形式に対する需要は一定数存在し続けている。また、反動により左右同発などの誤動作や故障の可能性がある単引き機構と異なり、構造的な信頼性が高いことから、元々ニトロ・エクスプレスなどの極めて強力なマグナム装弾を用いるエレファント・ガンに分類される二連小銃では今日でも支配的な採用実績を持っており、この分野に強い英国(俗に云うロンドンガン)の銃器メーカーでは、二連散弾銃もこの方式で製作されることが多い。
単引き
元折二連銃において、上下若しくは左右の銃身を一本の引金で発射する形式。狩猟向けの銃に於いては、上下若しくは左右の銃身を撃ち分けるためのセレクターが付いていることが多いが、競技銃の場合はセレクターが省略されていることもある。二連射を掛ける際に、発射の反動を利用して撃鉄を切り替える形式（イナーシャ・トリガー)と、引金を二度引くだけで連続して撃鉄が落ちる形式(メカニカル・トリガー)があり、威力の大きな強装弾を用いることが多く射撃の反動に伴い意図せず引金を二度引きしてしまうリスクがある狩猟銃では前者、逆に狩猟と比較して減装薬の実包を用いることが多く、できるだけ短い間隔で二発を連続発射したい局面が多い競技銃では後者の形式が採用されていることが多い。
リリース・トリガー
通常の引金が「引金を引く」ことで発射が行われるのに対して、「引いた引金を離す」ことで発射が行われるものを指す。引金を強く引くことで銃口がぶれる「ガク引き」が予防されるため、元々は比較的長時間銃口でクレーを追いながら狙いを付ける必要がある、アメリカントラップ競技向けの元折単身銃において後付け改造という形で採用が始まったものであるが、近年ではスキート競技銃やスポーティング競技銃でも使われることが多くなっており、メーカーで当初からリリース・トリガーとして注文できる競技銃も現れている。リリース・トリガーは日本ではあまり知名度が無く、主に欧米で使われているものであるが、欧米でも安全上の理由からリリース・トリガーを装備した銃の場合には、銃の何処か目立つ位置に蛍光塗料や蛍光テープなどで「R」の文字を大書しておくことが、銃の所有者が取るべき最低限のマナーであるとされている。
ピストルグリップ
元台の握把（グリップ）が拳銃のような形に湾曲している形式。現在の単引き引金の上下二連銃はほぼ全てこの形式である。
ストレートグリップ
元台の握把が湾曲しておらず、真っ直ぐになっている形式。黒色火薬時代の初期のライフルでもよくみられた形式で、特に両引き引金の水平二連銃に採用例が多い。グリップ上で握りをずらして二連射を掛ける必要がある両引き引金と特に相性がよいとされ、現在でもこの形式に対する需要は一定数存在し続けている。
ビーバーテイル先台
先台が二本の銃身を包み込むように造形されている形式。現在の上下二連銃はほぼ全てこの形式であるが、水平二連銃では各射手の好みや構え方の違いにより、銃を注文する際に先台は後述のイングリッシュとビーバーテイルを、グリップはストレートとピストルタイプを選択できるようになっているメーカーが多かった。これにより、水平二連銃の在庫管理が現在よりも遙かに複雑になる要因にもなっていた。現在においては水平二連銃のビーバーテイル先台は普段上下二連銃を愛好する者でも特に構えを変更する必要などがないため、中古市場でもイングリッシュ先台より人気がある傾向がある。

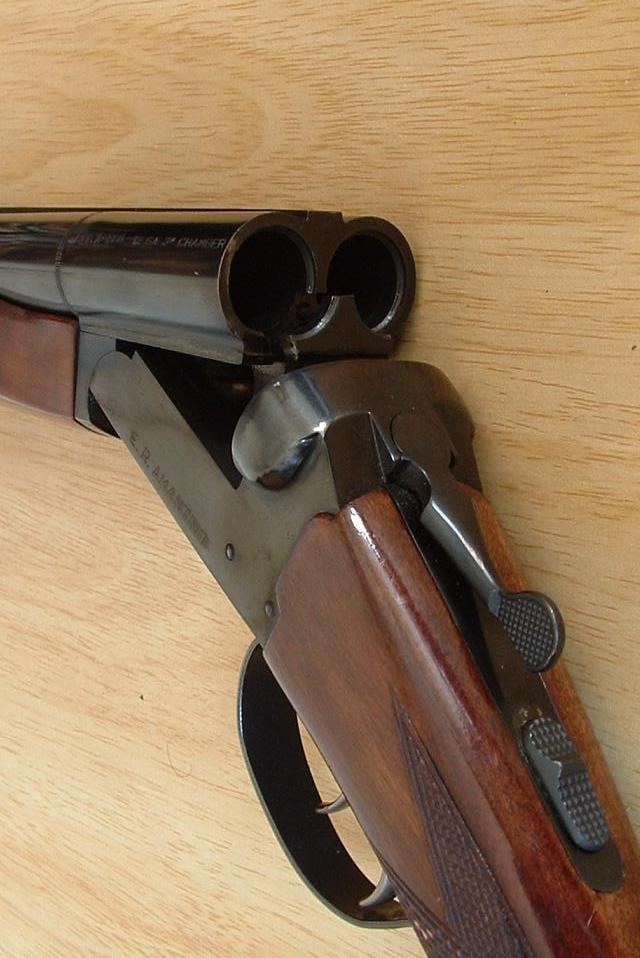
ストイガー・コーチ・ガンのエキストラクター

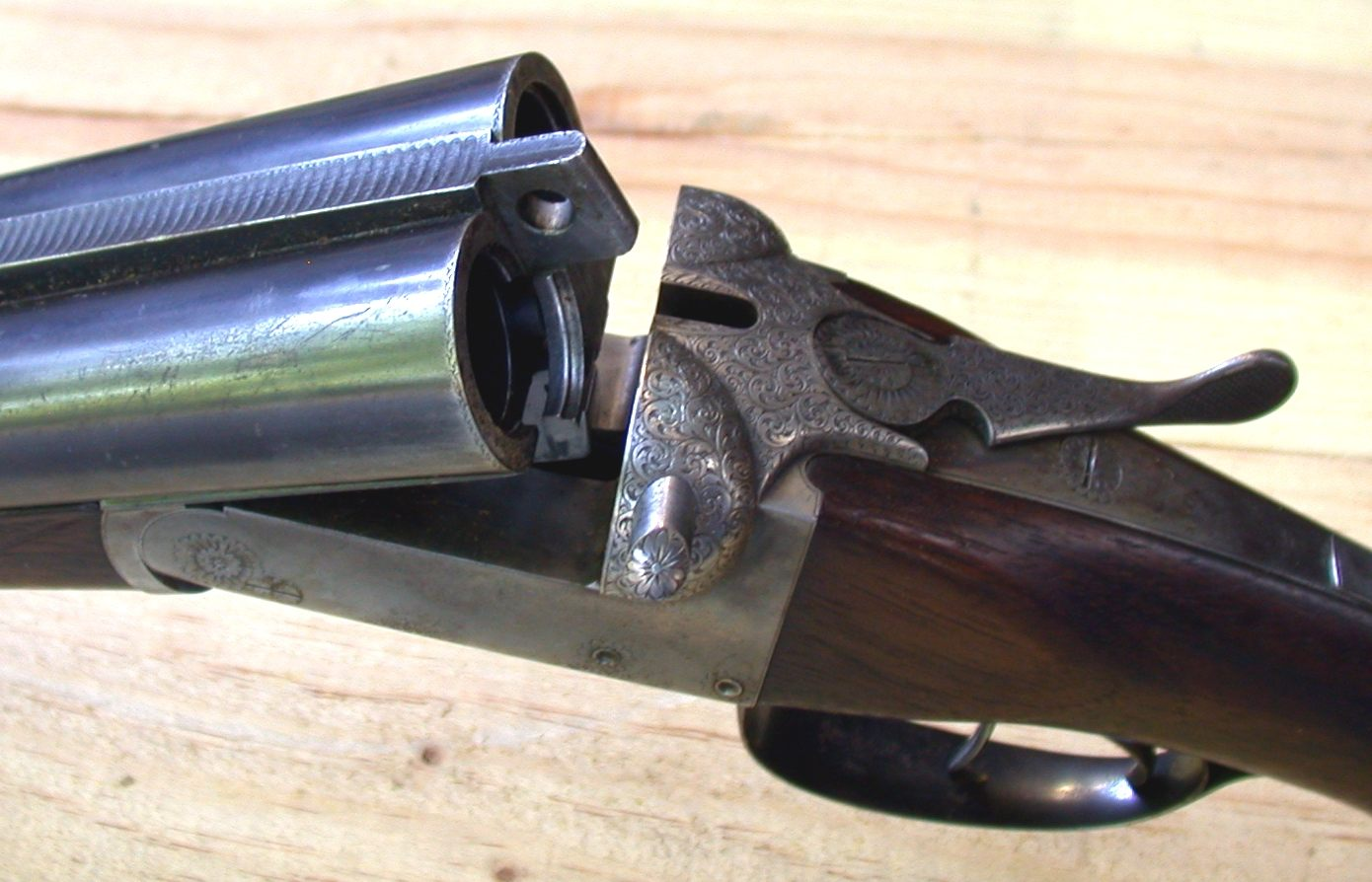
クロスボルト仕様の水平二連銃

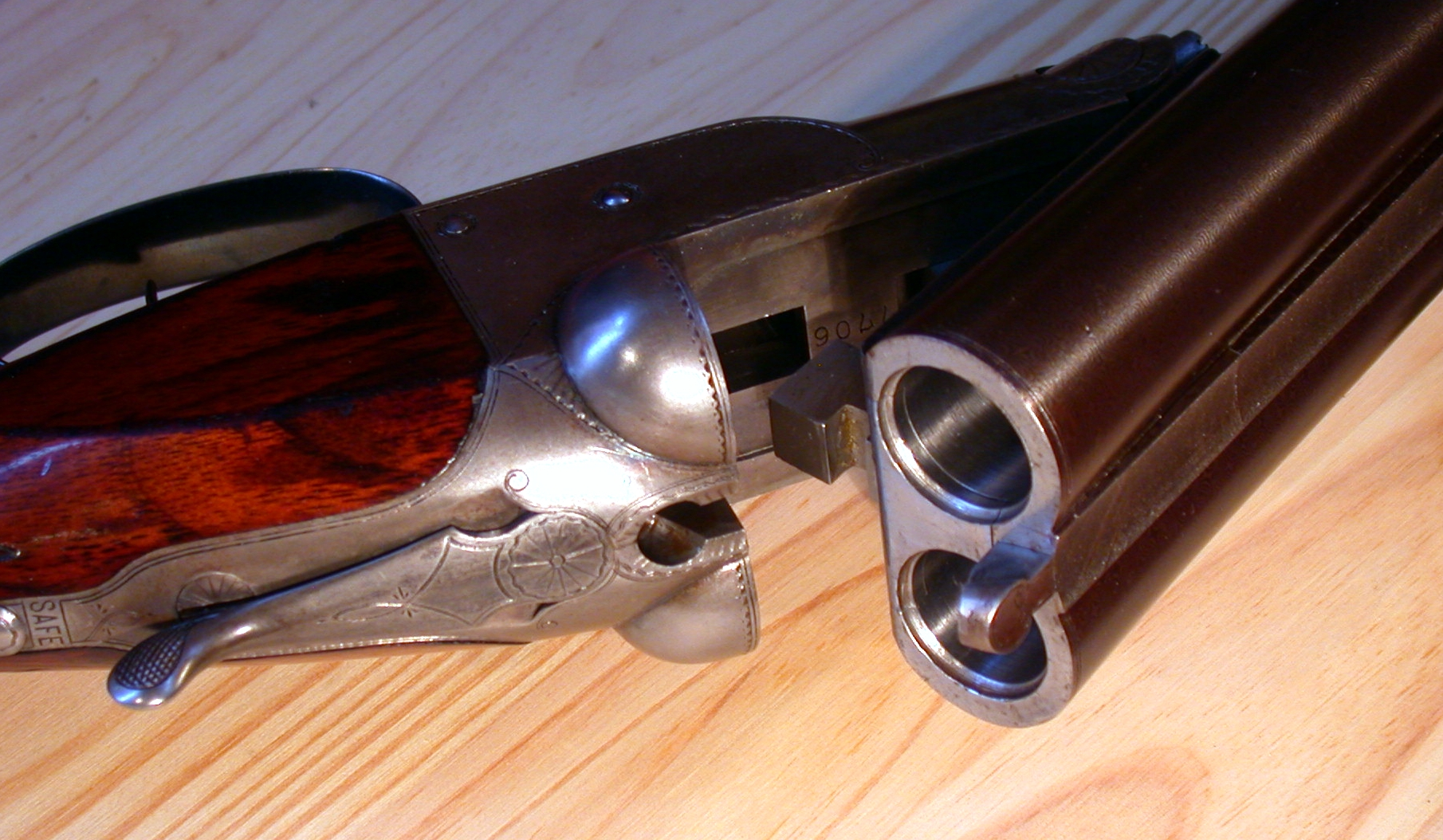
ドールズ・ヘッド仕様の水平二連銃、コルト M1883"ハンマーレス"。この銃もイジェクター機構がないため、エキストラクターが左右で独立しておらず、一体式となっている。

複合銃の銃身配置の例

イングリッシュ先台（英国型、クラシックタイプ）
水平二連銃において、先台が二本の銃身の下にくっつくように小さく造形されている形式。元々英国の高級水平二連銃にて採用されていたため、このような呼び名が付いている。ビーバーテイル先台に比べ小型軽量であるが、先台の面積が非常に小さいので、クレー射撃などの連続発射で銃身が加熱した際に先台を握って銃を保持することが困難となるため、現在の上下二連銃のように先台を握り込むように構えるのには不向きとされている。なお、古い狩猟入門誌ではこの形式の銃を構える際は現在のクレー射撃の構えと全く異なり、左手は先台を握るのではなく、用心金の前に手をかぶせるように添えて銃を保持するイラストが用いられていることが多い。
アンソン止め
先台の固定機構の一つで、先台先端に突き出したボタンを押し込むことで銃身との分離が行える。構造がシンプルで先台の木部の面積を最大限取れるため、流麗なチェッカリングが施されるイングリッシュ先台に採用例が多いが、猟場を移動中に他物にボタンが押されて外れてしまうリスクも存在している。
デイリー止め
先台の固定機構の一つで、先台の下面に設けられたロックレバーを操作することで銃身との分離が行える。部品点数が多くなり、先台の木部に占める金具の面積も大きくなりがちな欠点があるが、アンソン止めと比較して他物に動かされる危険性が低く、ロックレバー自体に外れ止め機構を組み込むことも可能なため、今日の上下二連銃で主流のビーバーテイル先台では支配的な方式となっている。
有鶏頭（オープンハンマー）
撃鉄が機関部の外に露出している形式。戦前のサイドロックが主流であった時代の水平二連銃にて採用されていることが多かった。この形式の場合、撃鉄はリボルバーなどと同じく機関部を閉鎖した後に指でコッキングすることとなる。現在ではほぼ廃れてしまった形式であるが、ごく一部のメーカーにこの形式を再現した銃が存在する。コッキング状態の外部目視が容易であり、デコッキングの操作も簡便で部品点数も少なくて済む事から、戦後から高度成長期まで長らくの間、元折単身銃で最も低価格帯の製品にも採用されていた。
無鶏頭（インナーハンマー）
撃鉄が機関部に内蔵されている形式。撃鉄は機関部の解放と同時に自動的にコッキングされる。現在の元折散弾銃はほぼ全てこの形式を採用している。この形式の場合、一部の着脱機関部を持つ銃を除いては先台を外すと撃鉄のコッキングが外部からは全く行えなくなる事から、日本の銃器行政上は銃本体と先台を別保管する事が防犯上推奨されている。
ダマスカス銃身（鍛接銃身）
巻き銃身とも呼ばれる。刀剣のダマスカス鋼の様に異種の鋼材を積層鍛造して、独特の縞模様を浮き上がらせた銃身。前装銃時代の技術の遺産であり、ごく初期の高級元折散弾銃で用いられていたが、削り出しの銃身に比べ強度が劣ることや、製法が途絶えたこともあって現在ではほぼ廃れてしまい、既製装弾の箱に「ダマスカス銃身では使用禁止」という文言にかつての名残が見られるのみである。
イジェクター（エジェクター、蹴子）
機関部を解放した際に、空薬莢を銃身から排出する機構。現在ではほぼ全ての元折散弾銃に標準装備されているが、かつてはイジェクターの有無によって銃のグレードに差違を設けていた時代があった。イジェクターがない銃の場合は、機関部を解放した際に薬莢後端が抽筒子(エキストラクター)によって少し持ち上げられるため、手で直接薬莢を排除する必要がある。現在でも、ハンターの間では猟場に空薬莢が飛び散ることを嫌い、敢えてイジェクターなしの銃を愛用する者も存在する。
ダボ
銃身側に設けられている突起で、機関部に差し込まれて横方向から開閉レバーと連動するボルト(かんぬき)が差し込まれることで、薬室の閉鎖が成立する。かつては普及品はダボが1本、高級品はダボが2本設けられていることが多く、日本語では前者を「単一止め」、後者を「二重止め」と呼んだ。
クロスボルト
通常の元折れ銃で採用されている機関部下部の閉鎖機構（ダボ）とは別に、機関部の上端に開閉レバーと連動するくさび(楔)状の閉鎖機構を設けた物。英国のW.W.グリーナーにより開発されたため、グリーナー・クロスボルトとも呼ばれ、日本語では「横栓三重止め」や「十字止め」とも呼ばれた。元々はダブルライフル（水平二連式のライフル銃、二連小銃とも）にて強力な装弾を使用し続けた際の機関部下部の閉鎖機構のガタツキを防ぎ、発射圧力を上下で分散して受け止めて機関部の強度を増すために考案され、散弾銃にも転用された構造であり、堅牢・高級な水平二連銃を象徴する装備でもあったが、現在ではレシーバー本体がより強固な構造となったボックスロック方式が主流となり、散弾実包の装薬量もより軽量なものが主流となったために水平二連散弾銃では存在意義が次第に希薄となり、上下二連散弾銃でもクロスボルトに代わる強力な閉鎖機構の開発が各メーカーで進んだこともあり、メルケルや新SKBなどを除き採用しているメーカーは少なくなっている。
クロスボルトの構造や形状はメーカーにより様々で、グリーナーの元設計では機関部上部のダボに丸い孔が開けられており、太い円柱型の横栓が交差するように貫通する構造であるが、ウェストリー・リチャーズなど後発のメーカーは機関部上部のダボの後端に切り欠きを設けて、この切り欠きに扇型の横栓を引っ掛ける構造を採用する例が多かった。戦前の日本ではこの2種の構造を総称して「三重止め」と呼ばれたが、欧米圏では前者の構造のみをグリーナー・クロスボルトと呼び、後者の構造はサード・ファスナーやサード・バイトなどと称して区別が行われていた。なお、サード・ファスナーを採用するメーカーの中には、外見上は単一又は二重止めのように見えるが、機関部を開いた際にのみ機関部上部のダボが目視可能な「隠し三重止め（ヒドゥン・サード・バイト、コンシールド・サード・ファスナーとも）」と呼ばれる構造を採用する例も存在していた。
人形首(ドールズ・ヘッド)
グリーナー・クロスボルトの構造からクロスボルト機構を省き、機関部上部にダボのみを残したもの。閉鎖は機関部下部の二重止め機構と、機関部上部のダボの差込により成立するが、機関部上部側のダボの特徴的な形状から、この名称が与えられた。英国のウェストリー・リチャーズにより開発されたが、製造に手間が掛かる上に脱包に不便があったことから、今日ではほとんど採用されていない。
複合銃
元折式散弾銃のうち、複数ある銃身の一つ又は複数がライフル銃身であるもの。水平又は上下二連銃身の片方がライフルであるものや、水平又は上下二連散弾銃に1本から2本のライフル銃身を配置して三連以上の銃身とするものなどが存在する。ライフル銃身は一般的にスラッグ弾頭で撃ち倒した獲物の止め刺しに用いるため、組み合わされる口径は比較的小口径で装薬量も少ない物が選ばれることが多い。この型式は極めて高価であることが多いため、日本ではほとんど普及していない。

### 手動連発式散弾銃
2017年現在、日本の銃刀法施行規則及び鳥獣保護法施行規則上は、下記の手動連発式及び半自動散弾銃は弾倉2発、薬室1発の計3発まで装填できるため、狩猟用として広く用いられている。海外では箱型弾倉、管状弾倉共により大容量の替え弾倉や延長弾倉が用意されている場合もあるが、日本国内で所持することは禁じられている。
- ボルトアクション - 日本では村田式散弾銃で親しまれた形式。
- ポンプアクション - レミントンM1100に対するレミントンM870など、半自動式を手掛けるメーカーが平行して手掛けることが多い。
- レバーアクション（英語版）

### 半自動散弾銃

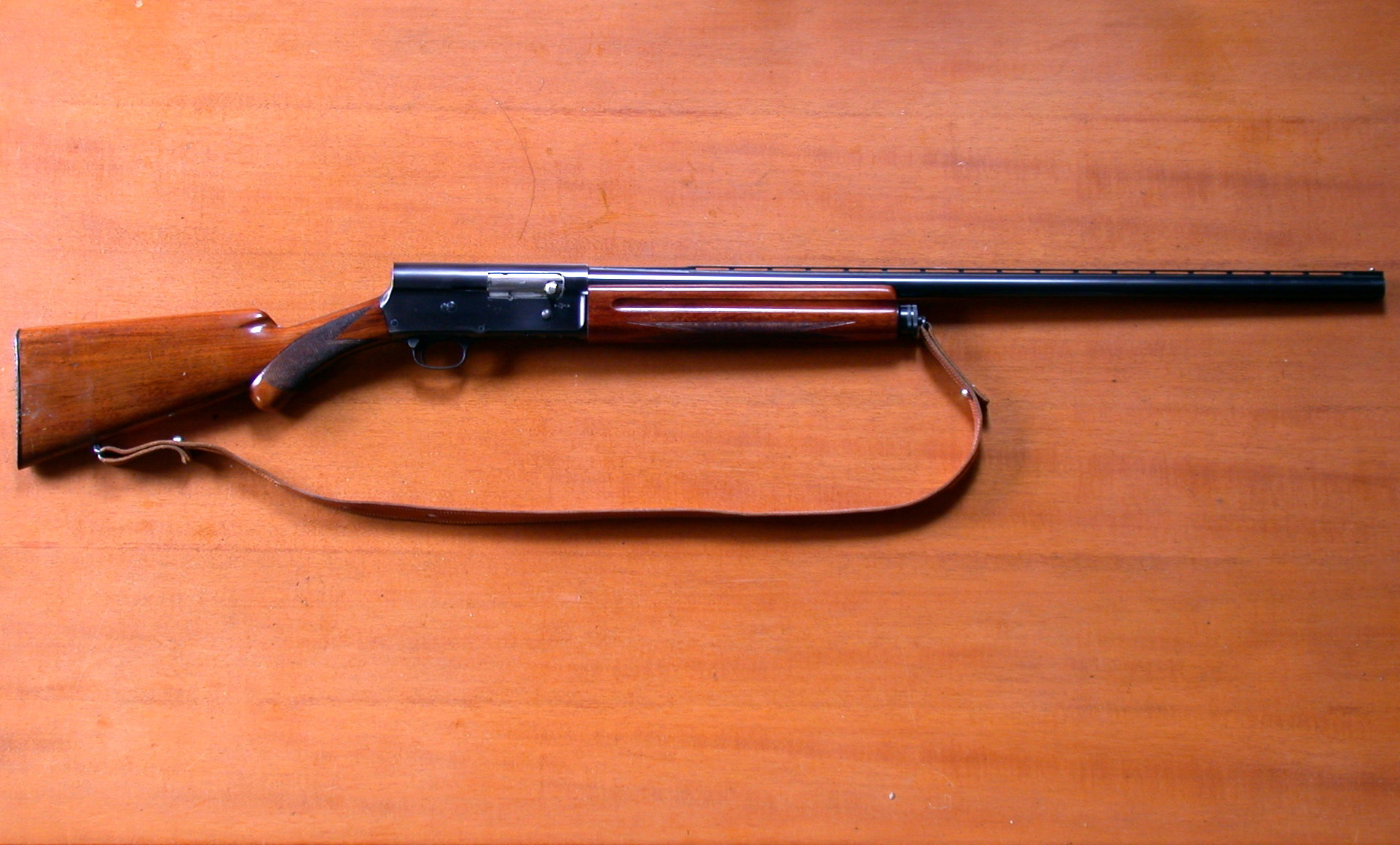
反動利用式の代表格、ブローニング・オート5。今日でも年配者を中心に半自動散弾銃のことを「ブロ」という代名詞で言い表す者が居る程の知名度を誇った。

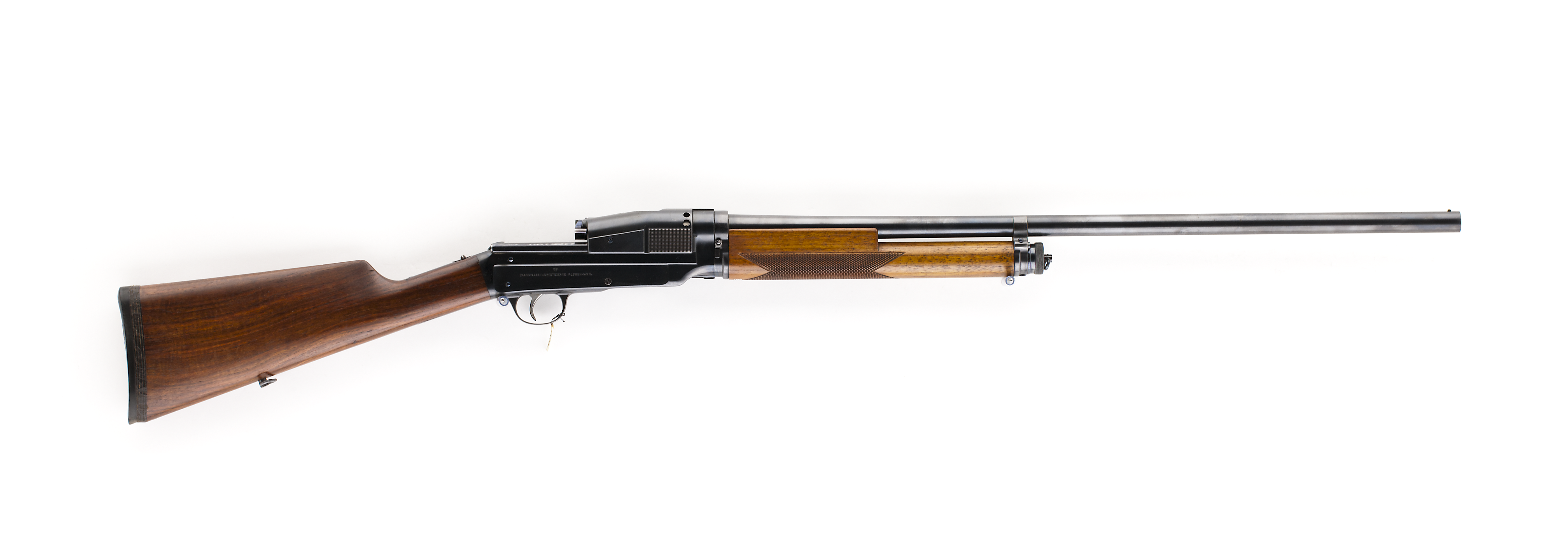
慣性利用方式の始祖、シェーグレン散弾銃。

日本では1971年(昭和46年)の銃刀法及び鳥獣保護法施行規則改正までは、ブローニング・オート5をはじめとする半自動散弾銃は管状弾倉に4発まで装填可能であったため、薬室の1発と合わせて5連発であり、水平二連や上下二連に対して自動五連銃と呼ばれた。米国では反動利用式が主流であった1960年代中ごろまでは管状弾倉を延長し、5連発以上に改造して鳥猟を行うことが当たり前であったが、1918年(大正7年)に米連邦法として施行された1918年連邦渡り鳥条約法(連邦鳥類規正法、MBTA)に基づき、第二次世界大戦後に合衆国魚類野生生物局は狩猟で用いる半自動散弾銃の最大装填数を3発までと規定し、連邦各州も次第にこの規制に基づく州法を適用していった。日本は1970年(昭和45年)にMBTAを基にした日米間条約である渡り鳥条約に批准し、翌1971年(昭和46年)に銃刀法及び鳥獣保護法施行規則を改正する形で半自動散弾銃の弾倉装填数を最大3発に規制。この時、従来の自動五連銃は銃砲店などで装填数減少のための改造を施すよう通達が行われ、その後最大2発の現行法に至るまで同様の措置が行われた。なお、米国では護身のために半自動散弾銃やポンプアクション式散弾銃を所持する者も多いことから、銃器メーカーの多くは管状弾倉内に弾倉を分解しなければ取外し不能な樹脂製のプラグを挿入したり、管状弾倉に横からピンを打ち込むなどの方法で装填数を制限して出荷しており、狩猟銃として用いない場合には装填制限を所有者の任意で解除することが許容されているのが現状であるが、狩猟・有害鳥獣駆除・標的射撃以外の用途で散弾銃を使用することが許されていない日本では、制限を解除する行為は銃刀法及び武器等製造法違反であり、銃刀法第13条に基づき年に一度行われる銃砲全国一斉検査や、大日本猟友会が所轄する狩猟指導員による猟場の巡回指導などによってこうした違法改造に対する厳しい監視体制が敷かれている。そのため、豊和工業など一部の国産メーカーでは国内向け仕様において弾倉そのものを短縮して制限の解除自体を行えない対策を施す例も見受けられた。
反動利用式（ロングリコイル、銃身後退式）
発射の反動を直接利用して銃身を後退させ、その作用で遊底も同時に後退させることで排莢と次弾装填を行う形式。初期の自動散弾銃で採用されていた形式であるが、装弾を変更してもガスピストンの調整により容易に回転の調整が可能なガス圧利用式の普及によって現在では少数派となっている。この形式の超高級品としては、イタリアのコスミ・アメリコ・アンド・フィグリオが、中折開閉の反動利用式オートを製造している。

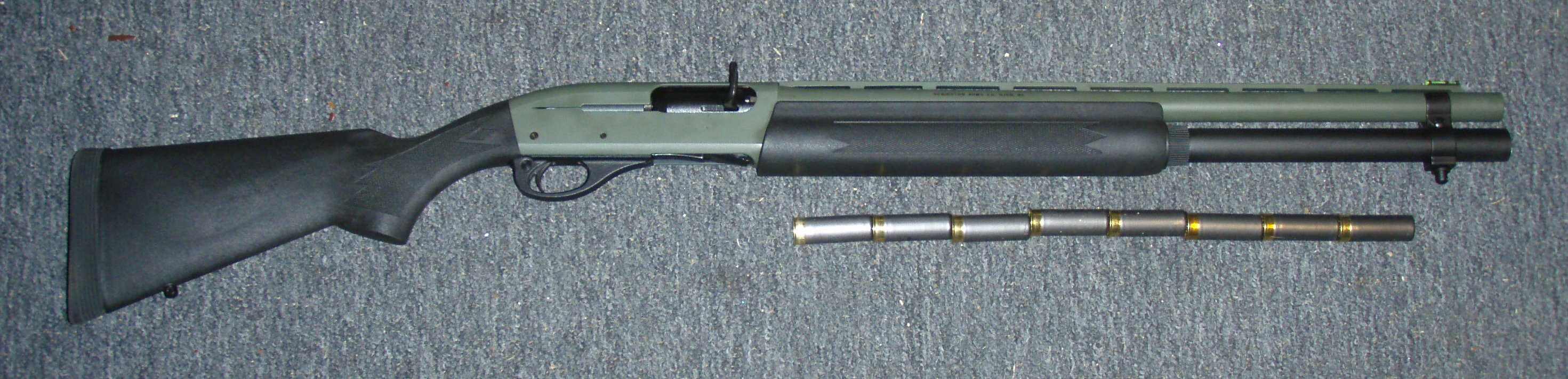
ガスオートの代表格、レミントンM1100、ベネリM4

ガス圧利用式（ガス・オペレーテッド、ガスオート）
発射の際のガス圧を銃身からガスピストンに誘導して遊底を後退させ、排莢と次弾装填を行う形式。現在の自動散弾銃で主流となっている形式であるが、散弾重量によって火薬量が異なる散弾銃装弾独特の事情により、初期の物は装弾の不適合によって回転不良を起こす場合が多かった。現在では各メーカーが独自のガスピストンを開発し、軽装弾から重装弾まで特に機関部の調整なしに回転することを謳っている銃も多いが、銃の整備状態による作動の可否や、装弾メーカーによる銃との相性は依然存在するため、使用の際には十分な銃の整備と弾の選定が必要である。
イナーシャ・オペレーション(慣性利用方式)
ベネリ社の自動散弾銃で採用されている形式。発射の反動を利用して銃身を少量後退させ遊底に内蔵した反発スプリングを圧縮、この反発スプリングの反発により遊底を後退させ排莢と次弾装填を行う。ロングリコイルの一種とも言える形式であるが、反発スプリングを内蔵した独自の遊底構造によって、高速な回転速度と多種多様な装弾への対応を両立している。
なお、イナーシャ・オペレーションに類似した「遊底に可動式のボルトフェイスを設け、反動を利用して機関部を回転させる」半自動連発機構は、1900年代初頭にスイスのシェーグレン散弾銃(スジョーグレン散弾銃とも)や、ドイツのラインメタル半自動散弾銃が存在しており、戦前の日本にごく少数輸入された記録が残る。両者とも銃身は固定式なのがイナーシャ・オペレーションとの違いで、前者は「機構が未完成であるが、試験的に販売する」という触れ込みで信頼性に乏しく、後者にいたっては陸軍技術本部に持ち込まれて研究が行われるも、当時の日本人銃工や大日本帝國陸軍の技術将兵達にはついに回転の理屈が理解できなかったという曰く付きの代物で、ブローニング・オート5が持て囃された戦前の日本では全く定着せず、銃身後退の要素をベネリが導入するまでは双方とも忘れ去られた存在になっていた。

### その他

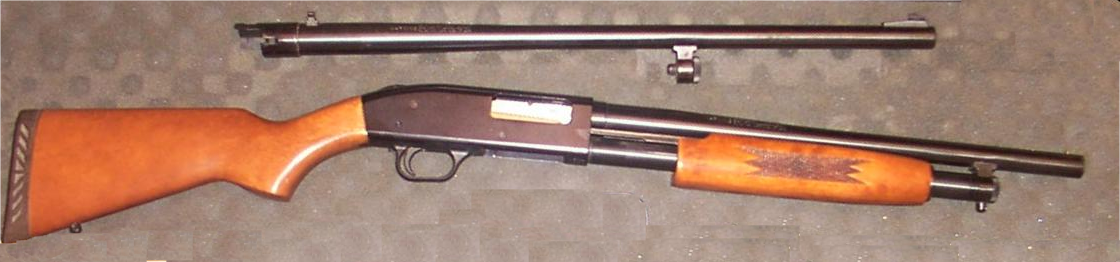
モスバーグ500と替え銃身

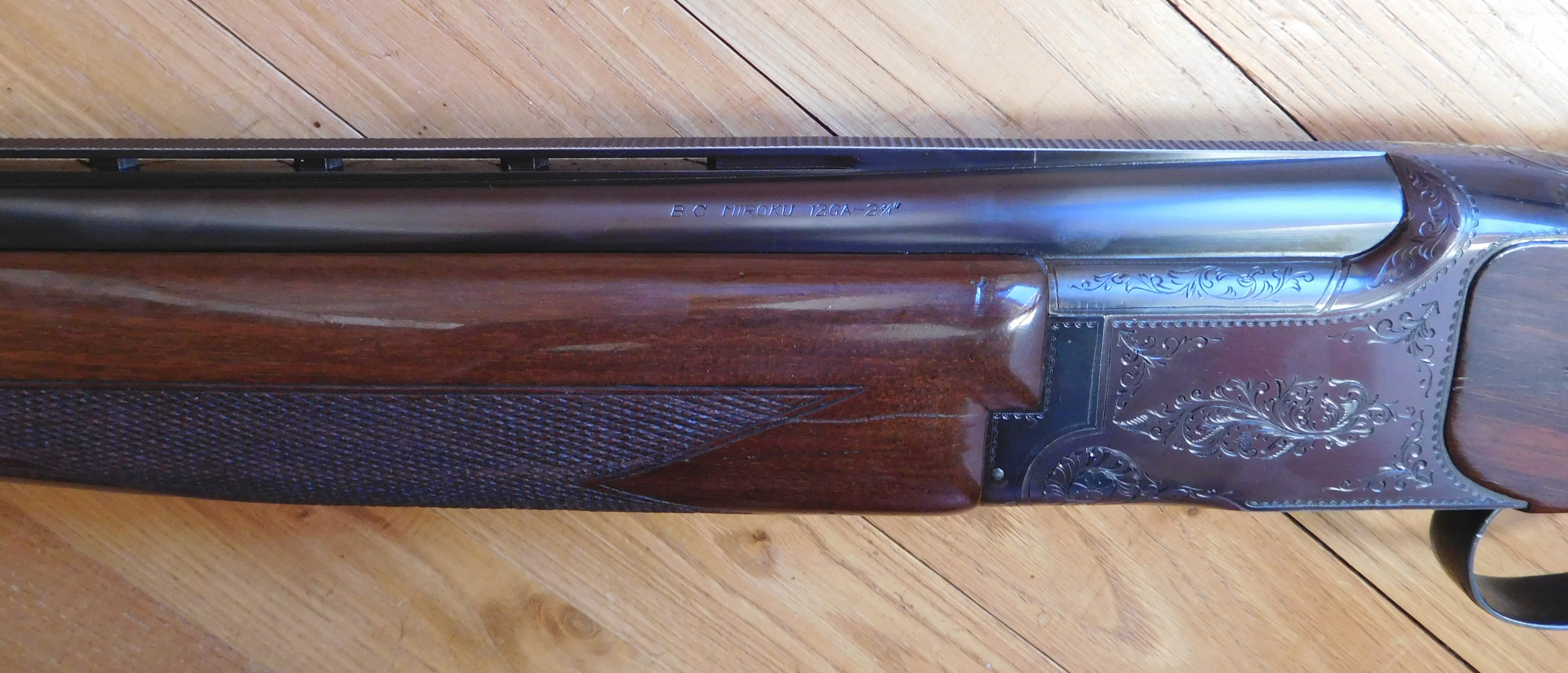
平型断面(チャーチル型)のベンチレーテッド・リブの一例、ミロクM3700上下二連。光線避加工が施されたマテッド・リブでもある。

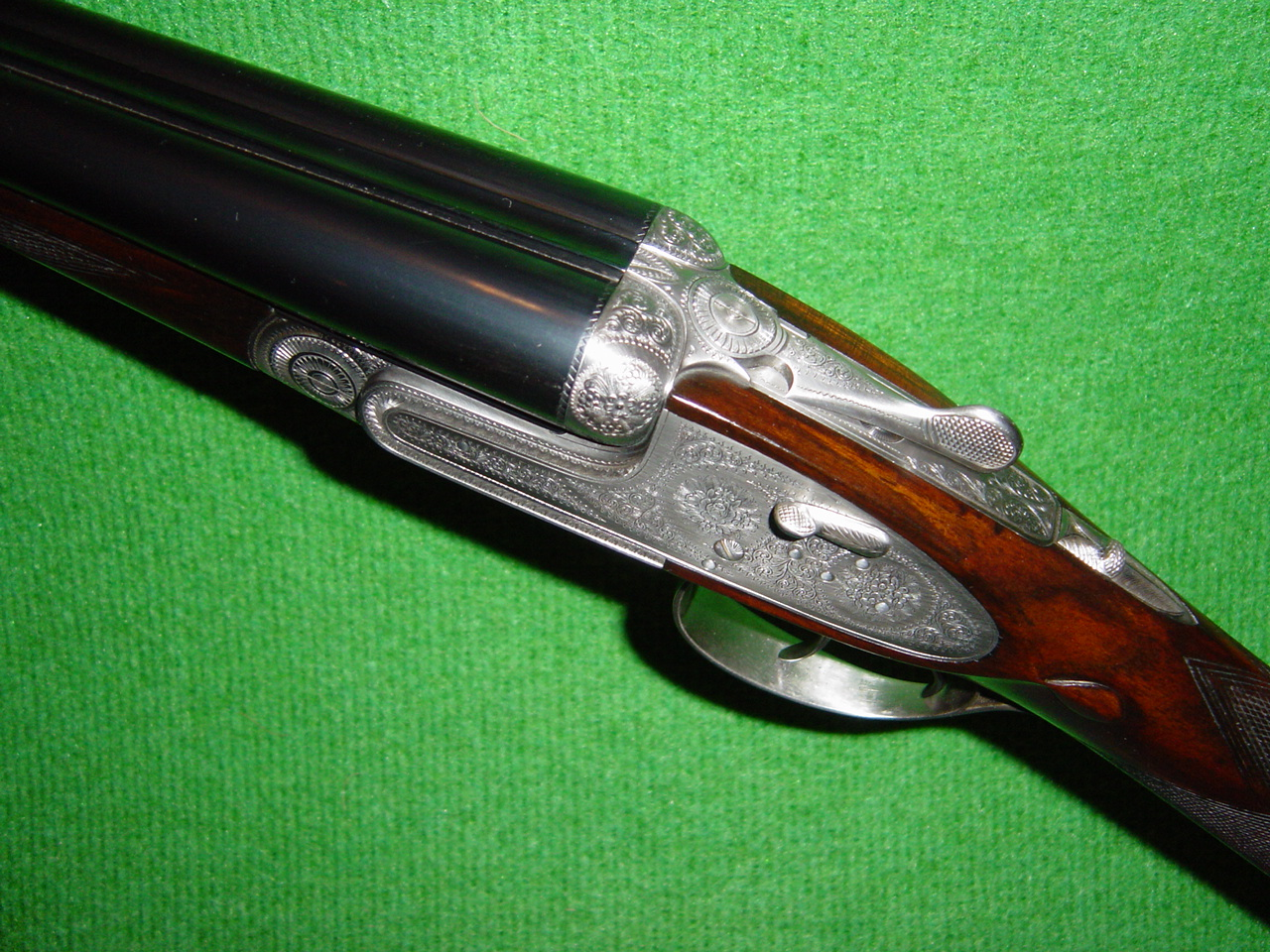
樋型断面(英国型)のスワンプ・リブの一例、グルージャ・アルマスM215サイドロック水平二連。光線避加工が施されていないプレーンリブでもある。

替え銃身
本来その散弾銃が持っている銃身とは別の銃身長やチョーク、薬室長を持つ交換用銃身のこと。日本の銃器行政上は「一挺の許可銃に付随してn本の替え銃身が存在する」という形で所持許可証に記載され、所有者の意向により替え銃身の本数を追加または削除して記載変更することも可能となっている。一般的には銃身交換が容易な半自動式やポンプアクションにオプション品やアフターマーケット品として設定されることが多いが、構造上テイクダウンが可能な全ての散弾銃に設定が可能な概念であり、元折二連散弾銃においても銃器メーカーによっては同一の銃身長ながらも複数の番径の銃身をセットにした商品が設定されている場合もある。元折二連散弾銃は機関部と銃身の間に厳密な摺り合わせ加工が必要とされるため、同一メーカーの同一モデル間であっても廃棄銃から銃身のみを替え銃身として転用することは容易ではなく、ほとんどは銃器メーカーにより販売時点で「複数銃身セット」という形で出荷されている。
スラッグ銃身
スラッグ弾を撃つために作られた銃身で、銃身交換が容易な半自動式やポンプアクション向けに設定されていることが多い。全長は短めで細かな調整が可能なアイアンサイトが装着されており、銃口は平筒か改良平筒が殆どである。メーカーによっては散弾銃身より銃身が肉厚に作られていることもある。一般的には滑腔銃身であることが多いが、米国の銃身メーカーであるハスティング社がパラドックス・フルライフル銃身を発売したことで、日本でも後述のハーフライフル銃身が規定として定められることになった。
ハーフライフル銃身
狩猟用銃を中心に、主にサボット弾を発射する目的で銃身にライフリングが刻まれたものがラインナップされているが、日本の銃刀法上は散弾銃に認められるライフリングは銃身長の1/2までとされているため、輸入銃において本国ではライフル銃身（フルライフル銃身）として販売されているものであっても、このような形態に加工をしなければならない。ライフリングを短縮する後加工を施す場合、銃口側にライフリングを残す「先残し」と、薬室側にライフリングを残す「後残し」と呼ばれる手法のいずれかが用いられるが、銃刀法上は特別な規定は明記されていない。一般的には後残しの方がスラッグ弾の弾道特性が良好になるとされている。
なお、日本の銃刀法上は、ボルトアクションや元折散弾銃などで銃身交換が容易に行えず、事実上サボット弾しか発射できない構造のハーフライフル銃はライフル銃及び散弾銃以外の猟銃として、一般の散弾銃とはやや異なる取扱いを受けることになる。銃身交換が容易な構造で、替え銃身の登録により散弾実包の発射も可能な状態となっている自動散弾銃などはこの規定には該当せず、散弾銃として区分が行われる。
リブ(樋鉄)
銃身の上部に蝋付けで取り付けられた平鉄板。銃口を目標に向けた後、樋鉄が目線に対して水平となるように頬付けすることで目標に対する照準が「ある程度」合わせられる仕組みで、実弾を発射するライフル銃ほど厳密な目当て(照準合わせ)を必要としない散弾を発射する散弾銃ならではの機構である。そのため、散弾銃でも実弾の発射に特化したスラッグ銃身やハーフライフル銃身には樋鉄が取り付けられていないことが多い。樋鉄は厳密にはそれ単独で照準が成立できる機構であるが、銃口を目標に向ける際の視認性を向上する目的で樋鉄先端に照星(先目当)、樋鉄の水平取りを行う際の視認性を向上する目的で樋鉄の中間部分に中間照星が取り付けられていることも多く、樋鉄を挟む形で取り付けるファイバー・オプティックサイトやスコープマウント、果てはウェーバー・レール・マウントなどのピカティニー・レールも存在しており、樋鉄はレール・システム (銃器)の構成部品の一つとしても活用されている。一般的に樋鉄の上面には日光の乱反射を防ぐ目的で、様々な意匠の艶消し加工が施されていること(光線除樋鉄、マテッド・リブ)が多いが、かつては安価なモデルではこの加工が施されていないもの(プレーンリブ)も存在した。
樋鉄は通常、銃身に対して高さが平行な形状のもの(フラットリブ)が取り付けられるが、一般的により幅広(ワイドリブ)で、より嵩高(ハイリブ)のものほどクレー射撃には適しているとされているため、銃身に対して高さが徐々に隆起していく形状(ライズリブ)や、段階的に高さが変化する形状(ステップド・リブ)といったものも用いられている。嵩の高い樋鉄の場合、中実の鉄板(ソリッドリブ)を用いると重量が嵩むことや、多数の発射で銃身と共に過熱して陽炎が立ち上りやすくなることから、橋脚や櫛のような多数の支柱を設けて樋鉄全体を銃身より浮かせることで放熱性を向上させたもの(ベンチレーテッド・リブ、ベンチリブ)が採用されることが多い。しかし、嵩が高いベンチリブは目当てが容易な反面、外部からの衝撃で変形しやすいという弱点も存在しているため、狩猟用銃身では強度の高さと軽量さの両立を狙った中空素材のソリッドリブが用いられることも多く、この傾向は「嵩高なリブは頬付けが正確にできない故に目線が高い射手(ヘッドアップ)の象徴」と蔑視された米国の伝統的な狩猟者の間でより顕著であった。
なお水平二連銃の場合、左右銃身の接合部分が単身銃や上下二連における後付けの樋鉄と同じ役割を果たすため、「リブ無し銃身」という概念が存在しない。したがって、「マテッド・リブを装備した水平二連銃」というと、「半円形の断面形状を呈する左右銃身の接合部分に直接艶消し加工を施したもの」と、上下二連などと同様に「左右銃身の接合部分上に平型断面の光線避樋鉄を後付けしてあるもの」の2種類が存在することになる。日本においてはミロク製水平二連を多種ラインナップしていたKFCでは、マテッド・リブは前者のタイプを「樋型光線避」、後者のタイプを「平型光線避」または「光線避樋鉄」と分類していた。水平二連における樋鉄の後付けは、英国のE.J.チャーチルにより20世紀前半頃から始められ、その後ドイツなどの欧州諸国や米国に水平二連が広まる過程で主流の方式として定着した。そのため、水平二連における後付け樋鉄でも特に平型のものはチャーチル・リブと呼ばれることがあり、これに対してそれ以前より存在したリブ無しの水平二連やこれに準じた半円形の断面形状を持つ嵩高な後付け樋鉄のことをスワンプド・リブやコンカーブ・リブ、あるいは英国式などと呼称して区分するようになった。
ペアー・ガン
全長、重量その他の諸元が全く同じ2挺以上の散弾銃を1つのセットとしたもの。貴族社会であった欧州の狩猟用水平二連散弾銃で設定される概念で、射手であるハンター(王族・貴族などの富裕層)に装填手(従者、召使い)が随行し、ペアー・ガンを用いて射撃と装填を分担することで、二丁拳銃や長篠の戦いの三段撃ちのように高速度で多数の射撃が行えるようになる。なお、ペアとなったそれぞれの銃には番号が割り振られて打刻・象嵌されており、ガンケースもペアー・ガンを収納するための専用品が誂えられるため、ペアを分断・散逸させてしまうとその価値が大きく毀損されてしまうとされる。英国などの老舗銃器メーカーでは創業以来の製造銃器の諸元がシリアルナンバー毎に子細に残されているケースがあり、この場合は現に所有しているその銃器メーカーの散弾銃を持ち込んで依頼を行うことで、元来単一のものや、ペアが散逸した散弾銃をペアー・ガンとして作り直すことも可能となっている。
半自動式散弾銃やポンプアクションなど弾倉を持つ散弾銃が登場すると、ペアー・ガンの概念は下火となり一部の高級品に見られるのみとなったが、これらの弾倉付散弾銃においてもギネス世界記録のクレー射撃部門など、制限時間内に可能な限り多くの射撃を行う必要がある競技の際には、複数挺の弾倉付散弾銃を予め用意した上で射手と装填手の役割を分担して競技に臨むケースが存在する。
ただし、いずれのケースにおいても銃器の所持許可の制度上、所有者以外の人間が他人の銃を手に取ることが許されない日本では、概念として成立し得ない形態でもある。
水中発射器
英語でパワーヘッドやバングスティック（bang stick）と呼ばれる発射器の一種で、サメやワニなどの危険な水中生物に対する狩猟、自衛、駆除に用いられる。持ち手や柄の先端に薬室が取り付けられている。安全装置を解除した状態で薬室先端を標的に強く押し付けたり、水中銃などから発射した柄が標的に命中すると撃発が行われ、発射口が標的に密着した状態で銃弾が発射される。弾薬としては散弾装弾のほか、拳銃実包やライフル実包を使う製品も存在する。構造上単発であり、また水中で使う場合は弾薬に防水処置を施しておく必要がある。

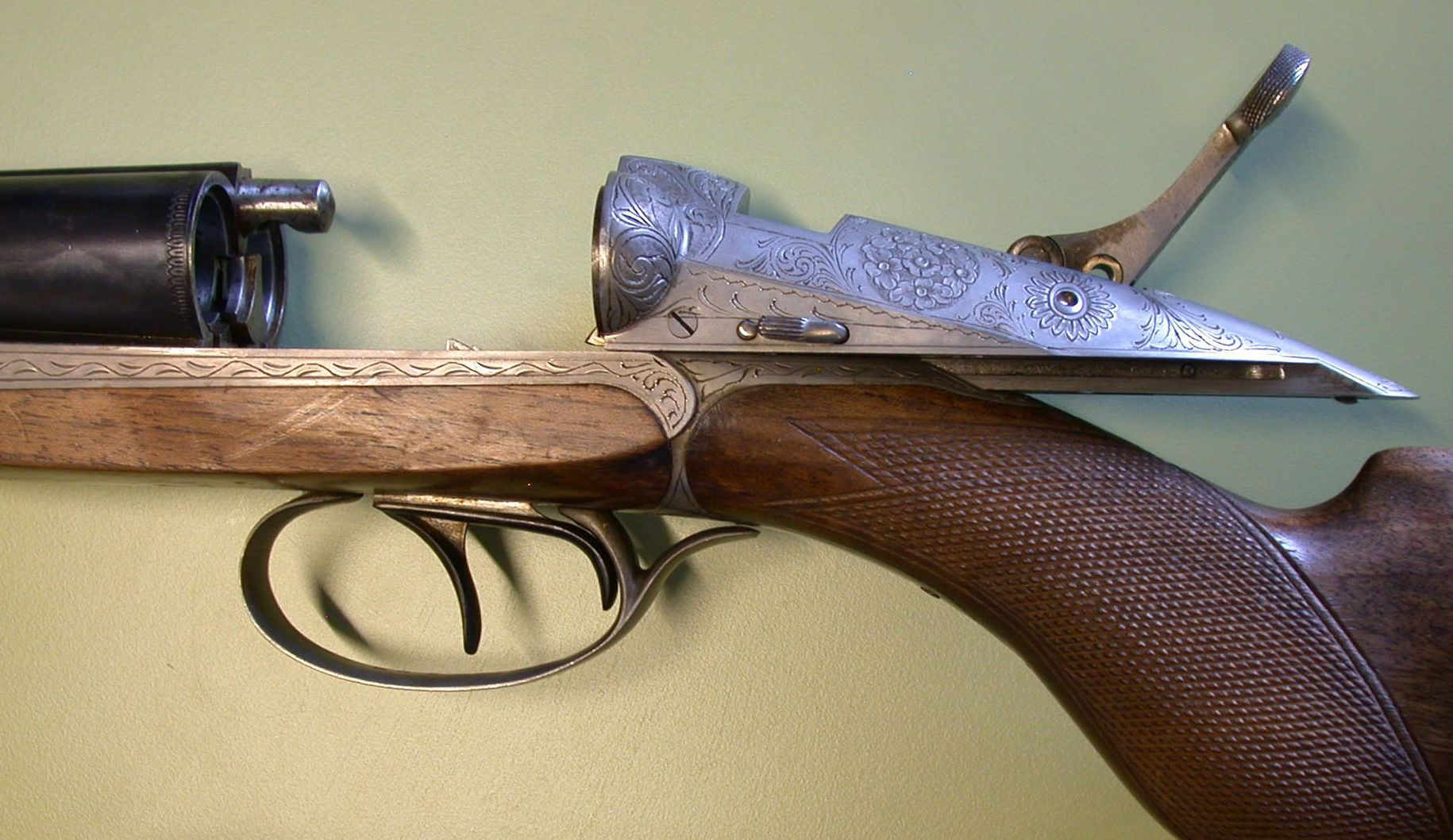
薬室開放中のダルヌ散弾銃。

ブリーチ式
マスケット銃やライフルド・マスケットをブリーチローダーに改造したスナイドル銃や、トラップドア・スプリングフィールドなどの蝶番式小銃は、元々散弾銃の24番に近い58口径という大口径が用いられていたため、19世紀後半にボルトアクションに置き換えられた際にバックショットを発砲するための散弾銃代わりに用いられていたことがあり、今日でもデビッド・ペデルソリやA.ウベルティなどにより410番などのレプリカ散弾銃として製造が続けられている。
二連散弾銃では、フランスのダルヌ (銃器メーカー)が銃身が固定式で、ブリーチが後方にスライドすることで薬室の開閉を行う水平二連を製造している。

## 日本での散弾銃規制への動き
散弾銃は銃刀法により基本的に所持が禁止されているが、一般人でも地元の公安委員会に申請し試験を受ければ、合法で所持することができる。しかし、歴史的には散弾銃を用いた重大犯罪が度々起きており、その度に銃規制が強化されてきた経緯がある。著名なものでは1938年の津山三十人殺し、1970年の瀬戸内シージャック事件、1972年のあさま山荘事件、1979年の三菱銀行人質事件、1987年の赤報隊事件、2002年の宇都宮主婦散弾銃射殺事件などがある。
近年では、散弾銃を使った犯罪や事故が相次ぎ問題になっていた中、2007年（平成19年）12月14日に長崎県の佐世保市にあるスポーツクラブ・ルネサンス佐世保店で散弾銃乱射事件が発生して大きな社会問題となり、各マスメディアを含め散弾銃所持の厳格化の声が高まった。そして日本の警察は散弾銃所持者の訪問を開始した。民主党が、全銃器の共同管理と狩猟時間を朝6時からの短時間に限定する事実上世界初の所持完全禁止に近い法案を3月に提出したが、国会で否決された。
実際には、狩猟人口の減少による有害鳥獣の農作物被害などに悩まされている地方公共団体も多く、現状では警察組織に、個人が所有する銃を管理するための権限・用地もないといった実情のため、大胆な規制強化はできなかった。
かつては銃砲店での対面販売や、地元猟友会・射撃協会への相談を経ての所持（その際に自然に入会となり、地元組織が所持者の情報を把握できた。）が多かったものが、近年ではインターネットの普及やECサイトでの販売解禁により、こうした既存組織に全く所属しておらず、警察以外に所在の実態が把握できない所持者が増えていることも課題の一つとなっている。